# Lista över spel till Game Boy Color

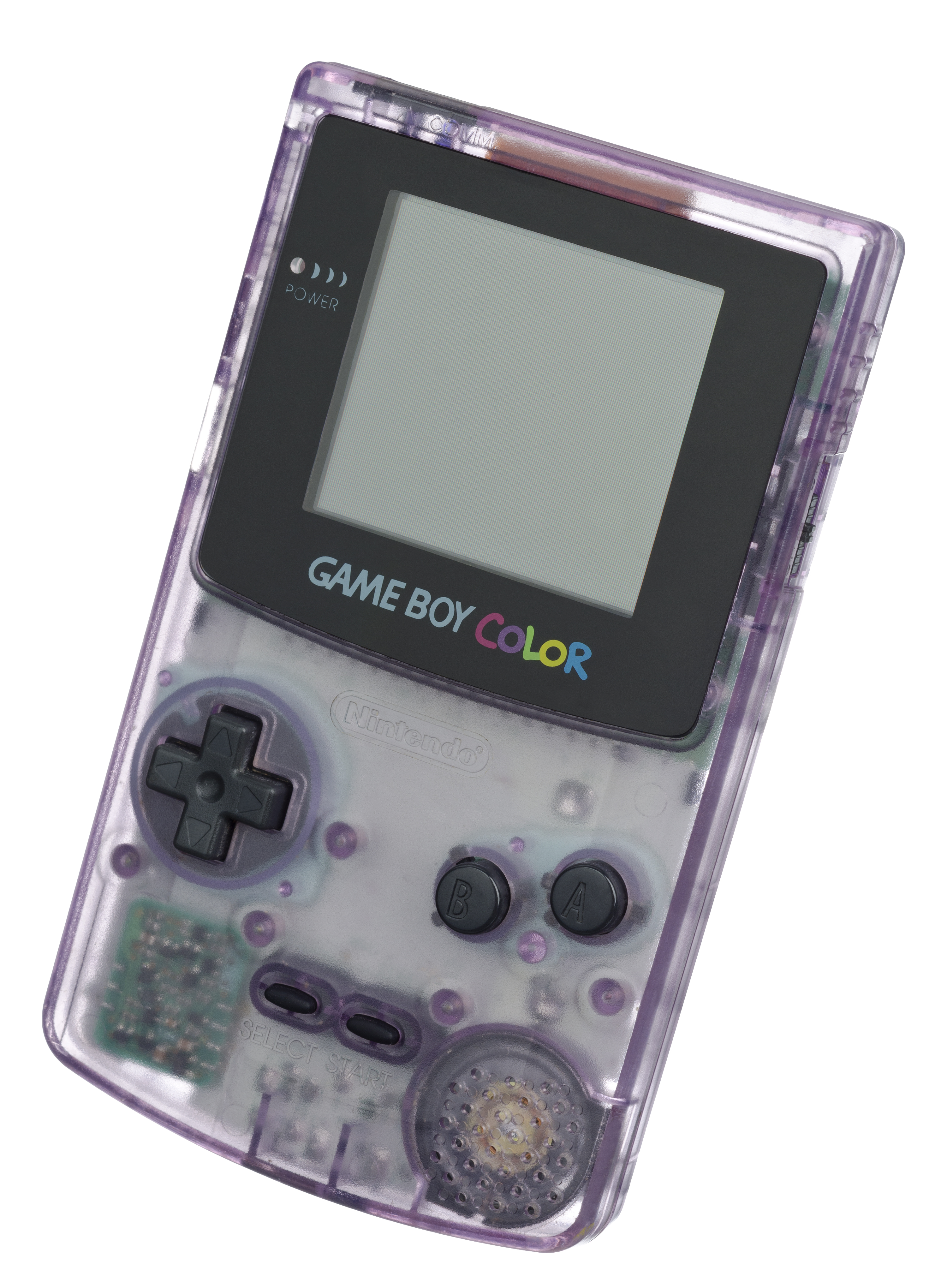
Atomic Lila modell av Game Boy Color

Totalt 581 kända licensierade speltitlar släpptes för Game Boy Color.  "Doraemon No Study Boy: Kanji Yomikaki Master", var det sista spelet som släpptes till konsolen i Japan den 18 juli 2003. Spel i denna lista är organiserat alfabetisk ordning med titel.
Observera att denna lista innehåller två klasser av spel:
- Klass A, kompatibel med Game Boy-system som föregår Game Boy Color. De innehåller texten "Ja" i kolumnen som indikerar bakåtkompatibilitet. Ryggarna på kassetterna för sådana spel är märkta "Kompatibel med Game Boy" och kassetterna i dessa spel är vanligtvis gjutna i svart för att skilja dem från ursprungliga Game Boy-spel. Många av dem har också speciella gränser och / eller begränsat färgstöd för Super Game Boy.
- Klass B, som endast är kompatibel med Game Boy Color, Game Boy Advance, Game Boy Advance SP och Game Boy Player. De innehåller texten "Nej" i kolumnen som indikerar bakåtkompatibilitet. Sådana spel innehåller vanligtvis ansvarsfrånvaran "Endast för spelbollsfärg" och "Ej kompatibel med andra Game Boy-system!" på sin spelkassetter.

## Lista
| Titel | Utgivningsdatum                                                      | Bakåtkompatibilitet | Spelkassetter typ                       | Nintendo eShop | Utvecklare                          | Utgivare                                               | Nordamerika | Europa/PAL | Japan      |  |
| --- | -------------------------------------------------------------------- | ------------------- | --------------------------------------- | -------------- | ----------------------------------- | ------------------------------------------------------ | ----------- | ---------- | ---------- |  |
| 007: The World Is Not Enough | september 11, 2001 (NA) september 21, 2001 (EU)                      | Nej                 | i.u.                                    | Nej            | 2n Productions                      | Electronic Arts                                        | 2001/09/11  | 2001/09/21 | Ej utgiven |  |
| 3D Pocket Pool | mars 30, 2001 (EU)                                                   | Nej                 | i.u.                                    | Nej            | Aardvark Software                   | Virgin Interactive                                     | Ej utgiven  | 2001/03/30 | Ej utgiven |  |
| 3D Ultra Pinball: Thrillride | december 2000 (NA)                                                   | Nej                 | Rumble Pak                              | Nej            | Left Field Productions              | Sierra Entertainment                                   | 2000/12     | Ej utgiven | Ej utgiven |  |
| 10 Pin Bowling | augusti 5, 1999 (NA/EU)                                              | Nej                 | Rumble Pak                              | Nej            | Morning Star Multimedia             | Majesco                                                | 1999/08     | 1999/08    | Ej utgiven |  |
| 102 Dalmatians: Puppies to the Rescue •102 Dalmatiner: Valpar till undsättning SE •102 Dalmatiner DE •Les 102 Dalmatiens: à la Rescousse FRA •102 Dalmatas: Cachorros Al Rescate SPA                                                                                       | november 22, 2000 (NA) december 8, 2000 (EU)                         | Nej                 | i.u.                                    | Nej            | Crystal Dynamics                    | Activision                                             | 2000/11/22  | 2000/12/08 | Ej utgiven |  |
| 1942 | maj 2000 (NA) augusti 24, 2001 (EU)                                  | Nej                 | i.u.                                    | Nej            | Digital Eclipse                     | Capcom                                                 | 2000/05     | 2001/08/24 | Ej utgiven |  |
| 720° | mars 1999 (NA) mars 1999 (EU)                                        | Ja                  | i.u.                                    | Nej            | Digital Eclipse                     | Midway                                                 | 1999/03     | 1999/03    | 1999/08    |  |
| Action Man: Search for Base X | februari 6, 2001 (NA) mars 9, 2001 (EU)                              | Nej                 | i.u.                                    | Nej            | Natsume                             | THQ                                                    | 2001/02/06  | 2001/03/09 | Ej utgiven |  |
| The Adventures of the Smurfs | 2000 (EU)                                                            | Nej                 | i.u.                                    | Nej            | Infogrames                          | Infogrames                                             | Ej utgiven  | 2000       | Ej utgiven |  |
| AirForce Delta •Deadly Skies EU | november 21, 2000 (NA) november 22, 2000 (JP/EU)                     | Nej                 | i.u.                                    | Nej            | Climax                              | Konami                                                 | 2000/11/21  | 2000/11/22 | 2000/11/22 |  |
| Aladdin | november 30, 2000 (NA) november 10, 2000 (EU)                        | Nej                 | i.u.                                    | Nej            | Crawfish Interactive                | Ubisoft                                                | 2000/11/30  | 2000/11/10 | Ej utgiven |  |
| Alfred's Adventure | september 1, 2000 (EU)                                               | Nej                 | i.u.                                    | Nej            | Möbius Entertainment                | SCi                                                    | Ej utgiven  | 2000/09/01 | Ej utgiven |  |
| Alice in Wonderland | oktober 4, 2000 (NA) april 20, 2001 (EU)                             | Nej                 | i.u.                                    | Nej            | Digital Eclipse                     | Nintendo                                               | 2000/10/04  | 2001/04/20 | Ej utgiven |  |
| Aliens: Thanatos Encounter | mars 30, 2001 (NA) april 13, 2001 (EU)                               | Nej                 | i.u.                                    | Nej            | Crawfish Interactive                | THQ                                                    | 2001/03/30  | 2001/04/13 | Ej utgiven |  |
| All-Star Baseball 2000 | maj 1999 (NA) maj 1999 (EU)                                          | Nej                 | i.u.                                    | Nej            | Realtime Associates                 | Acclaim                                                | 1999/05     | 1999/05    | Ej utgiven |  |
| All-Star Baseball 2001 | juni 2000 (NA)                                                       | Nej                 | i.u.                                    | Nej            | KnowWonder                          | Acclaim Sports                                         | 2000/06     | Ej utgiven | Ej utgiven |  |
| All Star Tennis 2000 •DSF All Star Tennis DE •Yannick Noah All Star Tennis FR | juni 25, 1999 (EU)                                                   | Ja                  | i.u.                                    | Nej            | Smart Dog                           | Ubisoft                                                | Ej utgiven  | 1999/06/25 | Ej utgiven |  |
| Alone in the Dark: The New Nightmare | juni 27, 2001 (NA) maj 18, 2001 (EU)                                 | Nej                 | i.u.                                    | Nej            | Pocket Studios                      | Infogrames                                             | 2001/06/27  | 2001/05/18 | Ej utgiven |  |
| Animal Breeder 3 | juni 24, 1999 (JP)                                                   | Ja                  | i.u.                                    | Nej            | J-Wing                              | J-Wing                                                 | Ej utgiven  | Ej utgiven | 1999/06/24 |  |
| Animal Breeder 4 | januari 1, 2001 (JP)                                                 | Nej                 | i.u.                                    | Nej            | J-Wing                              | J-Wing                                                 | Ej utgiven  | Ej utgiven | 2001/01/01 |  |
| Animastar GB | mars 30, 2001 (JP)                                                   | Nej                 | i.u.                                    | Nej            | Aki Corp.                           | Media Factory                                          | Ej utgiven  | Ej utgiven | 2001/03/30 |  |
| Animorphs | november 7, 2000 (NA) december 18, 2000 (EU)                         | Nej                 | i.u.                                    | Nej            | Ubisoft                             | Ubisoft                                                | 2000/11/07  | 2000/12/18 | Ej utgiven |  |
| Anpfiff: Der RTL Fussball Manager | oktober 21, 2000 (DE)                                                | Nej                 | i.u.                                    | Nej            | G3 Interactive                      | THQ                                                    | Ej utgiven  | 2000/10/21 | Ej utgiven |  |
| Antz | september 24, 1999 (NA/EU)                                           | Ja                  | i.u.                                    | Nej            | CLCE & Planet                       | Infogrames                                             | 1999/09/24  | 1999/09/24 | Ej utgiven |  |
| Antz Racing | juni 1, 2001 (NA) mars 30, 2001 (EU)                                 | Nej                 | i.u.                                    | Nej            | RFX Interactive                     | Club Acclaim Electronic ArtsEU                         | 2001/06/01  | 2001/03/30 | Ej utgiven |  |
| Antz World Sportz | november 30, 2001 (EU)                                               | Nej                 | i.u.                                    | Nej            | M4 Limited                          | LSP                                                    | Ej utgiven  | 2001/11/30 | Ej utgiven |  |
| AquaLife | oktober 22, 1999 (JP)                                                | Ja                  | i.u.                                    | Nej            | Tamsoft                             | Tamsoft                                                | Ej utgiven  | Ej utgiven | 1999/10/22 |  |
| Arle no Bouken: Mahou no Jewel | mars 31, 2000 (JP)                                                   | Nej                 | i.u.                                    | Nej            | Compile                             | Compile                                                | Ej utgiven  | Ej utgiven | 2000/03/31 |  |
| Armada: FX Racers | augusti 25, 2000 (NA)                                                | Nej                 | i.u.                                    | Nej            | Metro3D                             | Metro3D                                                | 2000/08/25  | Ej utgiven | Ej utgiven |  |
| Armorines: Project S.W.A.R.M. | december 1999 (NA/EU)                                                | Nej                 | i.u.                                    | Nej            | Neon Software                       | Acclaim                                                | 1999/12     | 1999/12    | Ej utgiven |  |
| Army Men | 1999 (NA/EU)                                                         | Nej                 | i.u.                                    | Nej            | Digital Eclipse                     | 3DO                                                    | 1999        | 1999       | Ej utgiven |  |
| Army Men 2 | oktober 30, 2000 (NA) november 24, 2000 (EU)                         | Nej                 | i.u.                                    | Nej            | Digital Eclipse                     | 3DO                                                    | 2000/10/30  | 2000/11/24 | Ej utgiven |  |
| Army Men: Air Combat | november 24, 2000 (NA/EU)                                            | Nej                 | i.u.                                    | Nej            | Fluid Studios                       | 3DO                                                    | 2000/11/24  | 2000/11/24 | Ej utgiven |  |
| Army Men: Sarge's Heroes 2 | november 24, 2000 (NA/EU)                                            | Nej                 | i.u.                                    | Nej            | Game Brains                         | 3DO                                                    | 2000/11/24  | 2000/11/24 | Ej utgiven |  |
| Arthur's Absolutely Fun Day! | september 7, 2000 (NA) november 3, 2000 (EU)                         | Nej                 | i.u.                                    | Nej            | Magnin & Associates                 | The Learning Company                                   | 2000/09/07  | 2000/11/03 | Ej utgiven |  |
| Astérix: Search for Dogmatix •Astérix: Auf Der Suche Nach Idefix DE | maj 31, 2000 (EU)                                                    | Nej                 | i.u.                                    | Nej            | Rebellion                           | Infogrames                                             | Ej utgiven  | 2000/05/31 | Ej utgiven |  |
| Astérix & Obelix | 1999 (EU)                                                            | Ja                  | i.u.                                    | Nej            | Bit Managers                        | Infogrames                                             | Ej utgiven  | 1999       | Ej utgiven |  |
| Astérix & Obélix vs. Caesar •Astérix & Obélix Contre César FR | augusti 6, 2025 (EU)                                                 | Ja                  | i.u.                                    | Nej            | Cryo Interactive                    | Cryo Interactive                                       | Ej utgiven  | 2000/08    | Ej utgiven |  |
| Asteroids | september 1999 (NA/EU)                                               | Ja                  | i.u.                                    | Nej            | Syrox Developments                  | Activision                                             | 1999/09     | 1999/09    | Ej utgiven |  |
| Atlantis: The Lost Empire | juni 14, 2001 (NA) november 9, 2001 (EU)                             | Nej                 | i.u.                                    | Nej            | Eurocom                             | THQ                                                    | 2001/06/14  | 2001/11/09 | Ej utgiven |  |
| Austin Powers: Oh Behave! | september 18, 2000 (NA) november 13, 2000 (EU)                       | Nej                 | i.u.                                    | Nej            | Tarantula Studios                   | Rockstar Games                                         | 2000/09/18  | 2000/11/13 | Ej utgiven |  |
| Austin Powers: Welcome to My Underground Lair! | september 18, 2000 (NA) november 13, 2000 (EU)                       | Nej                 | i.u.                                    | Nej            | Tarantula Studios                   | Rockstar Games                                         | 2000/09/18  | 2000/11/13 | Ej utgiven |  |
| Azarashi Sentai Inazuma: Doki Doki Daisakusen | mars 29, 2002 (JP)                                                   | Nej                 | i.u.                                    | Nej            | Omega Products                      | Omega Products                                         | Ej utgiven  | Ej utgiven | 2002/03/29 |  |
| Azure Dreams •Other Life: Azure Dreams JP | februari 2000 (NA) augusti 5, 1999 (JP) februari 2000 (EU)           | Ja                  | i.u.                                    | Nej            | Konami                              | Konami                                                 | 2000/02     | 2000/02    | 1999/08/05 |  |
| B-Daman Bakugaiden: Victory e no Michi | januari 29, 1999 (JP)                                                | Ja                  | i.u.                                    | Nej            | C.P. Brain                          | Media Factory                                          | Ej utgiven  | Ej utgiven | 1999/01/29 |  |
| B-Daman Bakugaiden V: Final Mega Tune | februari 4, 2000 (JP)                                                | Nej                 | i.u.                                    | Nej            | Media Factory                       | Media Factory                                          | Ej utgiven  | Ej utgiven | 2000/02/04 |  |
| Babe and Friends | november 1999 (NA/EU)                                                | Ja                  | i.u.                                    | Nej            | Aqua Pacific                        | Crave Entertainment                                    | 1999/11     | 1999/11    | Ej utgiven |  |
| Baby Felix: Halloween | december 19, 2001 (EU)                                               | Nej                 | i.u.                                    | Nej            | Bit Managers                        | LSP                                                    | Ej utgiven  | 2001/12/19 | Ej utgiven |  |
| Backgammon | december 1, 2000 (EU) augusti 27, 1999 (JP)                          | Ja                  | i.u.                                    | Nej            | Altron                              | JVC EU Altron JP                                       | Ej utgiven  | 2000/12/01 | 1999/08/27 |  |
| Bad Badtz-Maru Robo Battle | augusti 10, 2001 (JP)                                                | Nej                 | i.u.                                    | Nej            | TOSE                                | Imagineer                                              | Ej utgiven  | Ej utgiven | 2001/08/10 |  |
| Bakukyuu Renpatsu!! Super B-Daman: Gekitan! Rising Valkyrie!! | mars 24, 2000 (JP)                                                   | Ja                  | i.u.                                    | Nej            | Alpha Unit                          | Takara                                                 | Ej utgiven  | Ej utgiven | 2000/03/24 |  |
| Bakusou Dekotora Densetsu GB Special: Otoko Dokyou no Tenka Touitsu | juli 21, 2000 (JP)                                                   | Nej                 | i.u.                                    | Nej            | Kid                                 | Kid                                                    | Ej utgiven  | Ej utgiven | 2000/07/21 |  |
| Bakuten Shoot Beyblade | juli 27, 2001 (JP)                                                   | Nej                 | i.u.                                    | Nej            | Broccoli                            | Hudson Soft                                            | Ej utgiven  | Ej utgiven | 2001/07/27 |  |
| Ballistic •Puzz Loop JP | november 1999 (NA) mars 17, 2000 (JP)                                | Ja                  | i.u.                                    | Nej            | Mitchell Corporation                | Infogrames CapcomJP                                    | 1999/11     | Ej utgiven | 2000/03/17 |  |
| Balloon Fight GB | juli 31, 2000 (JP)                                                   | Ja                  | i.u.                                    | Nej            | Pax Softonica                       | Nintendo                                               | Ej utgiven  | Ej utgiven | 2000/07/31 |  |
| Barbie: Fashion Pack Games | september 2000 (NA/EU)                                               | Ja                  | i.u.                                    | Nej            | Hyperspace Cowgirls                 | Mattel Interactive                                     | 2000/09     | 2000/09    | Ej utgiven |  |
| Barbie: Magic Genie Adventure | november 11, 2000 (NA)                                               | Nej                 | i.u.                                    | Nej            | Vicarious Visions                   | Mattel Interactive                                     | 2000/11/11  | Ej utgiven | Ej utgiven |  |
| Barbie: Ocean Discovery •Barbie: Meeres Abenteur DE •Barbie: Chasse au Trésor Sous-Marine FR •Barbie: Avventure Nell'oceano ITA •Barbie: Diepzee Avontuur NL •Barbie: Aventura Submarina SPA                                                                               | maj 1999 (NA/EU)                                                     | Ja                  | i.u.                                    | Nej            | Realtime Associates                 | Mattel Interactive                                     | 1999/05     | 1999/05    | Ej utgiven |  |
| Barbie: Pet Rescue •Barbie: Pet Patrol EU | augusti 15, 2001 (NA) december 14, 2001 (EU)                         | Nej                 | i.u.                                    | Nej            | HotGen                              | Mattel Interactive Vivendi Universal GamesEU           | 2001/08/15  | 2001/12/14 | Ej utgiven |  |
| Barcode Taisen Bardigun | december 11, 1998 (JP)                                               | Ja                  | i.u.                                    | Nej            | Graphic Research                    | Tomsoft                                                | Ej utgiven  | Ej utgiven | 1998/12/11 |  |
| Bass Masters Classic | november 4, 1999 (NA) 1999 (EU)                                      | Ja                  | i.u.                                    | Nej            | Natsume                             | THQ                                                    | 1999/11/04  | 1999       | Ej utgiven |  |
| Batman: Chaos in Gotham | april 16, 2001 (NA) 2001 (EU)                                        | Nej                 | i.u.                                    | Nej            | Digital Eclipse                     | Ubisoft                                                | 2001/04/16  | 2001       | Ej utgiven |  |
| Batman Beyond: Return of the Joker •Batman of the Future: Return of the Joker EU •Batman Beyond JP | november 20, 2000 (NA) december 8, 2000 (EU) maj 1, 2001 (JP)        | Nej                 | i.u.                                    | Nej            | Kemco                               | UbisoftNA\|EU Kemco JP                                 | 2000/11/20  | 2000/12/08 | 2001/05/01 |  |
| Battle Fishers | mars 30, 2000 (JP)                                                   | Nej                 | i.u.                                    | Nej            | Konami                              | Konami                                                 | Ej utgiven  | Ej utgiven | 2000/03/30 |  |
| Battleship | januari 1999 (NA) 1999 (EU)                                          | Ja                  | i.u.                                    | Nej            | Pack-In-Video                       | Majesco                                                | 1999/01     | 1999       | Ej utgiven |  |
| BattleTanx | mars 2000 (NA/EU)                                                    | Nej                 | i.u.                                    | Nej            | Lucky Chicken Games                 | 3DO                                                    | 2000/03     | 2000       | Ej utgiven |  |
| Bear in the Big Blue House | mars 21, 2002 (NA) 2001 (EU)                                         | Nej                 | i.u.                                    | Nej            | Ubisoft                             | Ubisoft                                                | 2002/03/21  | 2001       | Ej utgiven |  |
| Beast Wars: Transformers | april 2, 1999 (JP)                                                   | Ja                  | i.u.                                    | Nej            | Transformer Production Company Inc. | Takara                                                 | Ej utgiven  | Ej utgiven | 1999/04/02 |  |
| Beatmania GB | mars 11, 1999 (JP)                                                   | Ja                  | i.u.                                    | Nej            | Konami                              | Konami                                                 | Ej utgiven  | Ej utgiven | 1999/03/11 |  |
| Beatmania GB2: GotchaMix | november 25, 1999 (JP)                                               | Ja                  | i.u.                                    | Nej            | Konami                              | Konami                                                 | Ej utgiven  | Ej utgiven | 1999/11/25 |  |
| Beatmania GB: GotchaMix 2 | september 28, 2000 (JP)                                              | Nej                 | i.u.                                    | Nej            | Konami                              | Konami                                                 | Ej utgiven  | Ej utgiven | 2000/09/28 |  |
| Beauty and the Beast: A Board Game Adventure | oktober 25, 1999 (NA) december 1999 (EU)                             | Ja                  | i.u.                                    | Nej            | Left Field Productions              | Nintendo                                               | 1999/10/25  | 1999/12    | Ej utgiven |  |
| Benjamin Blümchen: Ein Verrückter Tag im Zoo | november 6, 2001 (DE)                                                | Nej                 | i.u.                                    | Nej            | BVM Produktion                      | Kiddinx                                                | Ej utgiven  | 2001/11/06 | Ej utgiven |  |
| Beyblade Fighting Tournament | augusti 11, 2000 (JP)                                                | Nej                 | i.u.                                    | Nej            | Hudson Soft                         | Hudson Soft                                            | Ej utgiven  | Ej utgiven | 2000/08/11 |  |
| BiBi Blocksberg: Im Bann Der Hexenkugel | 2001 (DE)                                                            | Nej                 | i.u.                                    | Nej            | BVM Produktion                      | Kiddinx                                                | Ej utgiven  | 2001       | Ej utgiven |  |
| Bibi und Tina: Fohlen "Felix" in Gefahr | augusti 28, 2002 (DE)                                                | Nej                 | i.u.                                    | Nej            | BVM Produktion                      | Kiddinx                                                | Ej utgiven  | 2002/08/28 | Ej utgiven |  |
| Bikkuriman 2000: Charging Card GB | juni 10, 2000 (JP)                                                   | Ja                  | i.u.                                    | Nej            | Imagineer                           | Imagineer                                              | Ej utgiven  | Ej utgiven | 2000/06/10 |  |
| Billy Bob's Huntin'-N-Fishin' | november 17, 1999 (NA/EU)                                            | Nej                 | i.u.                                    | Nej            | Saffire                             | Midway                                                 | 1999/11/17  | 1999/11/17 | Ej utgiven |  |
| Bionic Commando: Elite Forces | januari 24, 2000 (NA/AU)                                             | Nej                 | i.u.                                    | Ja             | Nintendo Software Technology        | Nintendo                                               | 2000/01/24  | Ej utgiven | Ej utgiven |  |
| Black Bass Lure Fishing | september 1999 (NA/EU)                                               | Ja                  | i.u.                                    | Nej            | Hot-B                               | Majesco                                                | 1999        | 1999/09    | Ej utgiven |  |
| The Black Onyx | mars 2, 2001 (JP)                                                    | Nej                 | i.u.                                    | Nej            | Atelier Double                      | Taito                                                  | Ej utgiven  | Ej utgiven | 2001/03/02 |  |
| Blade | november 20, 2000 (NA) december 8, 2000 (EU)                         | Nej                 | i.u.                                    | Nej            | HAL Laboratory                      | Activision                                             | 2000/11/20  | 2000/12/08 | Ej utgiven |  |
| Blaster Master: Enemy Below •Meta Fight EX JP | september 24, 2000 (NA) februari 24, 2000 (JP) oktober 27, 2000 (EU) | Ja                  | i.u.                                    | Ja             | Sunsoft                             | Sunsoft                                                | 2000/09/24  | 2000/10/27 | 2000/02/24 |  |
| Blue's Clues: Blue's Alphabet Book | januari 30, 2001 (NA)                                                | Nej                 | i.u.                                    | Nej            | Vicarious Visions                   | Mattel Interactive                                     | 2001/01/30  | Ej utgiven | Ej utgiven |  |
| Boarder Zone •Supreme Snowboarding EU | december 1999 (NA/EU)                                                | Nej                 | i.u.                                    | Nej            | Software Creations                  | Infogrames                                             | 1999/12     | 1999/12    | Ej utgiven |  |
| Bob the Builder: Fix It Fun! | november 10, 2000 (EU) september 2001 (NA)                           | Nej                 | i.u.                                    | Nej            | Tiertex                             | BBC Multimedia THQ NA                                  | 2001/09     | 2000/11/10 | Ej utgiven |  |
| Boku no Camp-jou | september 22, 2000 (JP)                                              | Nej                 | i.u.                                    | Nej            | D-1000 Project                      | Naxat Soft                                             | Ej utgiven  | Ej utgiven | 2000/09/22 |  |
| Bomberman Max: Blue Champion •Bomberman Max: Hikari no Yuusha JP | maj 14, 2000 (NA) december 17, 1999 (JP)                             | Nej                 | i.u.                                    | Nej            | Hudson Soft                         | Vatical Entertainment Hudson Soft JP                   | 2000/05/14  | Ej utgiven | 1999/12/17 |  |
| Bomberman Max: Red Challenger •Bomberman Max: Yami no Senshi JP | maj 14, 2000 (NA) december 17, 1999 (JP)                             | Nej                 | i.u.                                    | Nej            | Hudson Soft                         | Vatical Entertainment Hudson Soft JP                   | 2000/05/14  | Ej utgiven | 1999/12/17 |  |
| Bomberman Quest | november 1999 (NA) december 24, 1998 (JP) maj 1999 (EU)              | Ja                  | i.u.                                    | Nej            | Hudson Soft                         | Electro Brain Hudson Soft JP Virgin Interactive EU     | 1999/11     | 1999/05    | 1998/12/24 |  |
| Bomberman Selection | april 30, 2003 (KOR)                                                 | Nej                 | i.u.                                    | Nej            | Hudson Soft                         | Jupiter Corp.                                          | Ej utgiven  | Ej utgiven | Ej utgiven |  |
| Bouken! Dondoko-tou | april 18, 2002 (JP)                                                  | Nej                 | i.u.                                    | Nej            | D-1000 Project                      | Global A Entertainment                                 | Ej utgiven  | Ej utgiven | 2002/04/18 |  |
| Brave Saga: Shinshou Astaria | januari 26, 2001 (JP)                                                | Nej                 | i.u.                                    | Nej            | Takara                              | Takara                                                 | Ej utgiven  | Ej utgiven | 2001/01/26 |  |
| Buffy the Vampire Slayer | september 25, 2000 (NA) november 10, 2000 (EU)                       | Nej                 | i.u.                                    | Nej            | Game Brains                         | THQ                                                    | 2000/09/25  | 2000/11/10 | Ej utgiven |  |
| A Bug's Life | december 1998 (NA) 1999 (EU)                                         | Ja                  | i.u.                                    | Nej            | Tiertex                             | THQ NA Activision EU                                   | 1998/12     | 1999       | Ej utgiven |  |
| Bugs Bunny Crazy Castle 3 | januari 29, 1999 (NA/JP/EU)                                          | Ja                  | i.u.                                    | Nej            | Kemco                               | Nintendo Kemco JP                                      | 1999/01/29  | 1999/01/29 | 1999/01/29 |  |
| Bugs Bunny in Crazy Castle 4 •Bugs Bunny et le Cháteau des Catastrophes FRA | juli 3, 2000 (NA/EU) april 21, 2000 (JP)                             | Nej                 | i.u.                                    | Nej            | Kemco                               | Kemco                                                  | 2000/07/03  | 2000/04/21 | 2000/07/03 |  |
| Burger Burger Pocket: Hamburger Simulation | mars 26, 1999 (JP)                                                   | Ja                  | i.u.                                    | Nej            | Biox                                | Gaps Inc.                                              | Ej utgiven  | Ej utgiven | 1999/03/26 |  |
| Burger Paradise International | april 21, 2000 (JP)                                                  | Nej                 | i.u.                                    | Nej            | Biox                                | Gaps Inc.                                              | Ej utgiven  | Ej utgiven | 2000/04/21 |  |
| Bust-A-Move 4 •Puzzle Bobble 4 JP | juni 1999 (NA/EU) april 28, 2000 (JP)                                | Ja                  | i.u.                                    | Nej            | Crawfish Interactive                | Acclaim Altron JP                                      | 1999/06     | 2000/04/28 | 1999/06    |  |
| Bust-A-Move Millennium •Puzzle Bobble Millennium JP | oktober 27, 2000 (NA) december 22, 2000 (JP) november 17, 2000 (EU)  | Nej                 | i.u.                                    | Nej            | Dreams Co., Ltd.                    | Club Acclaim Altron JP                                 | 2000/10/27  | 2000/11/17 | 2000/12/22 |  |
| Buzz Lightyear of Star Command •Les Aventures de Buzz L'Éclair FRA •Captain Buzz Lightyear: Star Command GER | november 7, 2000 (NA) februari 16, 2001 (EU)                         | Nej                 | i.u.                                    | Nej            | Traveller's Tales                   | Activision                                             | 2000/11/07  | 2001/02/16 | Ej utgiven |  |
| Caesars Palace II | juli 1999 (NA/EU)                                                    | Nej                 | i.u.                                    | Nej            | RuneCraft Ltd.                      | Interplay                                              | 1999/07     | 1999       | Ej utgiven |  |
| Cannon Fodder | november 24, 2000 (EU) december 5, 2000 (NA)                         | Nej                 | i.u.                                    | Nej            | Codemasters                         | Codemasters                                            | 2000/12/05  | 2000/11/24 | Ej utgiven |  |
| Cardcaptor Sakura: Itsumo Sakura-chan to Issho | maj 15, 1999 (JP)                                                    | Ja                  | i.u.                                    | Nej            | M²TO                                | M²TO                                                   | Ej utgiven  | Ej utgiven | 1999/05/15 |  |
| Cardcaptor Sakura: Tomoeda Shougakkou Daiundoukai | oktober 6, 2000 (JP)                                                 | Nej                 | i.u.                                    | Nej            | M²TO                                | M²TO                                                   | Ej utgiven  | Ej utgiven | 2000/10/02 |  |
| Carl Lewis Athletics 2000 | september 15, 2000 (EU)                                              | Nej                 | i.u.                                    | Nej            | Planet Interactive                  | Ubisoft                                                | Ej utgiven  | 2000/09/15 | Ej utgiven |  |
| Carmageddon | april 2000 (NA) 2000 (EU)                                            | Nej                 | i.u.                                    | Nej            | Aqua Pacific                        | Titus NA SCi EU                                        | 2000/04     | 2000       | Ej utgiven |  |
| Casper | maj 2000 (NA)                                                        | Nej                 | i.u.                                    | Nej            | G3 Interactive                      | Interplay                                              | 2000/05     | Ej utgiven | Ej utgiven |  |
| Caterpillar Construction Zone | januari 2000 (NA) 2000 (EU)                                          | Ja                  | i.u.                                    | Nej            | Realtime Associates                 | Mattel Interactive                                     | 2000/01     | 2000       | Ej utgiven |  |
| Catwoman | december 1999 (NA) januari 2000 (EU)                                 | Nej                 | i.u.                                    | Nej            | Kemco                               | Kemco                                                  | 1999/12     | 2000/01    | Ej utgiven |  |
| Catz | december 1999 (NA/EU)                                                | Nej                 | i.u.                                    | Nej            | Saffire                             | Mindscape                                              | 1999/12     | 1999       | Ej utgiven |  |
| Centipede | november 30, 1998 (NA) 1998 (EU)                                     | Ja                  | i.u.                                    | Nej            | Accolade                            | Majesco                                                | 1998/11/30  | 1998       | Ej utgiven |  |
| Championship Motocross 2001 featuring Ricky Carmichael | oktober 5, 2000 (NA)                                                 | Nej                 | i.u.                                    | Nej            | Tiertex                             | THQ                                                    | 2000/10/05  | Ej utgiven | Ej utgiven |  |
| Chase H.Q.: Secret Police •Taito Memorial: Chase H.Q. JP | maj 30, 2000 (NA) augusti 5, 1999 (EU) maj 26, 2000 (JP)             | Ja                  | i.u.                                    | Nej            | Dreams Co., Ltd.                    | Metro3D NA Gaga Communications Inc. EU Jorudan JP      | 2000/05/30  | 1999/08    | 2000/05/26 |  |
| Checkmate | december 31, 1998 (JP)                                               | Ja                  | i.u.                                    | Nej            | Altron                              | Altron                                                 | Ej utgiven  | Ej utgiven | 1998/12/31 |  |
| Chee-Chai Alien | februari 27, 2001 (JP)                                               | Nej                 | Rumble Pak                              | Nej            | Creatures, Inc.                     | Creatures, Inc.                                        | Ej utgiven  | Ej utgiven | 2001/02/27 |  |
| Chessmaster | november 15, 1999 (NA/EU)                                            | Ja                  | i.u.                                    | Nej            | Park Place Productions              | Mindscape                                              | 1999/11/15  | 1999       | Ej utgiven |  |
| Chi to Ase to Namida no Koukou Yakyuu | november 3, 1999 (JP)                                                | Nej                 | i.u.                                    | Nej            | J-Wing                              | J-Wing                                                 | Ej utgiven  | Ej utgiven | 1999/11/03 |  |
| Chibi Maruko-chan: Go Chounai Minna de Game Da Yo! | augusti 10, 2001 (JP)                                                | Nej                 | i.u.                                    | Nej            | Epoch                               | Epoch                                                  | Ej utgiven  | Ej utgiven | 2001/08/10 |  |
| Chicken Run | november 3, 2000 (NA) november 24, 2000 (EU)                         | Nej                 | i.u.                                    | Nej            | Blitz Games                         | THQ                                                    | 2000/11/03  | 2000/11/24 | Ej utgiven |  |
| Choro Q: Hyper Customable GB | juli 30, 1999 (JP)                                                   | Nej                 | i.u.                                    | Nej            | Electronics Application             | Takara                                                 | Ej utgiven  | Ej utgiven | 1999/07/30 |  |
| Classic Bubble Bobble •Taito Memorial: Bubble Bobble JP | oktober 1999 (NA/EU) maj 26, 2000 (JP)                               | Ja                  | i.u.                                    | Nej            | Dreams Co., Ltd.                    | Metro3D NA Gaga Communications Inc. EU Jorudan JP      | 1999/10     | 1999/10    | 2000/05/26 |  |
| Colin McRae Rally | januari 2001 (EU)                                                    | Nej                 | i.u.                                    | Nej            | Spellbound Interactive              | THQ                                                    | Ej utgiven  | 2001/01    | Ej utgiven |  |
| Columns GB: Tezuka Ozamu Characters | november 5, 1999 (JP)                                                | Ja                  | i.u.                                    | Nej            | Game Studio                         | Media Factory                                          | Ej utgiven  | Ej utgiven | 1999/11/05 |  |
| Command Master | november 22, 2000 (JP)                                               | Nej                 | i.u.                                    | Nej            | Brain Dock                          | Enix                                                   | Ej utgiven  | Ej utgiven | 2000/11/22 |  |
| Commander Keen | maj 30, 2001 (NA) juni 15, 2001 (EU)                                 | Nej                 | i.u.                                    | Nej            | David A. Palmer Productions         | Activision                                             | 2001/05/30  | 2001/06/15 | Unreleaded |  |
| Conker's Pocket Tales | juni 8, 1999 (NA) 1999 (EU)                                          | Ja                  | i.u.                                    | Nej            | Rare Ltd.                           | Nintendo                                               | 1999/06/18  | 1999       | Ej utgiven |  |
| Cool Bricks | december 1999 (EU)                                                   | Nej                 | i.u.                                    | Nej            | Freestylez                          | SCi                                                    | Ej utgiven  | 1999/12/01 | Ej utgiven |  |
| Croc | juni 6, 2000 (NA) december 1, 2000 (EU)                              | Nej                 | i.u.                                    | Nej            | Virtucraft                          | THQ                                                    | 2000/06/06  | 2000/12/01 | Ej utgiven |  |
| Croc 2 | januari 25, 2001 (NA) februari 2, 2001 (EU)                          | Nej                 | i.u.                                    | Nej            | Natsume                             | THQ                                                    | 2001/01/25  | 2001/02/02 | Ej utgiven |  |
| Cross Hunter: Monster Hunter Version | april 12, 2001 (JP)                                                  | Nej                 | i.u.                                    | Nej            | Game Village                        | Game Village                                           | Ej utgiven  | Ej utgiven | 2001/04/12 |  |
| Cross Hunter: Treasure Hunter Version | april 12, 2001 (JP)                                                  | Nej                 | i.u.                                    | Nej            | Game Village                        | Game Village                                           | Ej utgiven  | Ej utgiven | 2001/04/12 |  |
| Cross Hunter: X Hunter Version | april 12, 2001 (JP)                                                  | Nej                 | i.u.                                    | Nej            | Game Village                        | Game Village                                           | Ej utgiven  | Ej utgiven | 2001/04/12 |  |
| Cruis'n Exotica | november 6, 2000 (NA)                                                | Nej                 | i.u.                                    | Nej            | Crawfish Interactive                | Midway                                                 | 2000/11/06  | Ej utgiven | Ej utgiven |  |
| Crystalis | juni 26, 2000 (NA)                                                   | Nej                 | i.u.                                    | Nej            | Nintendo Software Technology        | Nintendo                                               | 2000/06/26  | Ej utgiven | Ej utgiven |  |
| Cubix - Robots for Everyone: Race 'N Robots | november 13, 2001 (NA)                                               | Nej                 | i.u.                                    | Nej            | Blitz Games                         | 3DO                                                    | 2001/11/13  | Ej utgiven | Ej utgiven |  |
| CyberTiger | januari 2000 (NA) november 10, 2000 (EU)                             | Nej                 | i.u.                                    | Nej            | Xantera                             | Electronic Arts                                        | 2000/01     | 2000/11/10 | Ej utgiven |  |
| Cyborg Kuro-chan: Devil Fukkatsu | mars 23, 2000 (JP)                                                   | Nej                 | i.u.                                    | Nej            | Konami                              | Konami                                                 | Ej utgiven  | Ej utgiven | 2000/03/23 |  |
| Cyborg Kuro-chan 2: White Woods no Gyakushuu | oktober 19, 2000 (JP)                                                | Nej                 | i.u.                                    | Nej            | Konami                              | Konami                                                 | Ej utgiven  | Ej utgiven | 2000/10/19 |  |
| Daa! Daa! Daa! - Totsuzen Card Battle de Uranai De! | december 8, 2000 (JP)                                                | Nej                 | i.u.                                    | Nej            | Video System                        | Video System                                           | Ej utgiven  | Ej utgiven | 2000/12/08 |  |
| Daffy Duck: Fowl Play •Daffy Duck: Auf Schatzsuche DE •Daffy Duck: Subette Koronde Ookanemochi JP | december 1999 (NA/EU) januari 1, 2000 (JP)                           | Ja                  | i.u.                                    | Nej            | Santaclaus                          | Sunsoft                                                | 1999/12     | 1999/12    | 2000/01/01 |  |
| Daikaijuu Monogatari: The Miracle of the Zone II | mars 19, 1999 (JP)                                                   | Ja                  | i.u.                                    | Nej            | Birthday                            | Hudson Soft                                            | Ej utgiven  | Ej utgiven | 1999/03/19 |  |
| Daikatana | september 29, 2000 (EU) maj 1, 2001 (JP)                             | Nej                 | i.u.                                    | Nej            | Will Co., Ltd.                      | Kemco                                                  | Ej utgiven  | 2000/09/29 | 2001/05/01 |  |
| Daiku no Gen-san: Kachikachi no Tonkachi ga Kachi | april 28, 2000 (JP)                                                  | Ja                  | i.u.                                    | Nej            | Biox                                | Gaps Inc.                                              | Ej utgiven  | Ej utgiven | 2000/04/28 |  |
| Dance Dance Revolution GB | augusti 3, 2000 (JP)                                                 | Nej                 | i.u.                                    | Nej            | KCET                                | Konami                                                 | Ej utgiven  | Ej utgiven | 2000/08/03 |  |
| Dance Dance Revolution GB2 | november 16, 2000 (JP)                                               | Nej                 | i.u.                                    | Nej            | KCET                                | Konami                                                 | Ej utgiven  | Ej utgiven | 2000/11/16 |  |
| Dance Dance Revolution GB3 | mars 15, 2001 (JP)                                                   | Nej                 | i.u.                                    | Nej            | KCET                                | Konami                                                 | Ej utgiven  | Ej utgiven | 2001/03/15 |  |
| Dance Dance Revolution GB: Disney Mix | mars 29, 2001 (JP)                                                   | Nej                 | i.u.                                    | Nej            | KCET                                | Konami                                                 | Ej utgiven  | Ej utgiven | 2001/03/29 |  |
| Dancing Furby | december 24, 1999 (JP)                                               | Ja                  | i.u.                                    | Nej            | TOSE                                | Tomy Corporation                                       | Ej utgiven  | Ej utgiven | 1999/12/24 |  |
| Data-Navi Pro Yakyuu | juli 21, 2000 (JP)                                                   | Nej                 | i.u.                                    | Nej            | Now Production                      | Nowpro                                                 | Ej utgiven  | Ej utgiven | 2000/07/21 |  |
| Data-Navi Pro Yakyuu 2 | juli 13, 2001 (JP)                                                   | Nej                 | i.u.                                    | Nej            | Now Production                      | Nowpro                                                 | Ej utgiven  | Ej utgiven | 2001/07/13 |  |
| Dave Mirra Freestyle BMX | november 10, 2000 (NA/EU)                                            | Nej                 | i.u.                                    | Nej            | Neon Studios                        | Acclaim Max Sports                                     | 2000/11/10  | 2000       | Ej utgiven |  |
| David Beckham Soccer | februari 8, 2002 (EU)                                                | Nej                 | i.u.                                    | Nej            | Yoyo Entertainment                  | Rage Software                                          | Ej utgiven  | 2002/02/08 | Ej utgiven |  |
| David O'Leary's Total Soccer 2000 | januari 2000 (EU)                                                    | Nej                 | i.u.                                    | Nej            | Exient Entertainment                | Ubisoft                                                | Ej utgiven  | 2000/01    | Ej utgiven |  |
| Dear Daniel no Sweet Adventure: Kitty-chan o Sagashite | juli 19, 2000 (JP)                                                   | Ja                  | i.u.                                    | Nej            | TOSE                                | Imagineer                                              | Ej utgiven  | 2000/07/19 | Ej utgiven |  |
| Deer Hunter | december 22, 1999 (NA)                                               | Nej                 | i.u.                                    | Nej            | Morning Star Multimedia             | Vatical Entertainment                                  | 1999/12/22  | Ej utgiven | Ej utgiven |  |
| Déjà Vu I & II: The Casebooks of Ace Harding | december 1999 (NA) oktober 15, 1999 (JP)                             | Nej                 | i.u.                                    | Nej            | Infinite Ventures                   | Vatical Entertainment NA Kemco JP                      | 1999/12     | Ej utgiven | 1999/10/15 |  |
| Dejiko no Mahjong Party | december 8, 2000 (JP)                                                | Nej                 | i.u.                                    | Nej            | Broccoli                            | King Records                                           | Ej utgiven  | Ej utgiven | 2000/12/08 |  |
| Denki Blocks! | september 2001 (EU)                                                  | Nej                 | i.u.                                    | Nej            | Denki                               | Rage Software                                          | Ej utgiven  | 2001/09    | Ej utgiven |  |
| Densha de Go! | december 10, 1999 (JP)                                               | Nej                 | i.u.                                    | Nej            | Taito                               | CyberFront                                             | Ej utgiven  | Ej utgiven | 1999/12/10 |  |
| Densha de Go! 2 | december 8, 2000 (JP)                                                | Nej                 | i.u.                                    | Nej            | Taito                               | CyberFront                                             | Ej utgiven  | Ej utgiven | 2000/12/08 |  |
| Dexter's Laboratory: Robot Rampage | november 23, 2000 (NA)                                               | Nej                 | i.u.                                    | Nej            | Altron                              | BAM! Entertainment                                     | 2000/11/23  | Ej utgiven | Ej utgiven |  |
| Dino Breeder 3: Gaia Fukkatsu | april 28, 1999 (JP)                                                  | Ja                  | i.u.                                    | Nej            | J-Wing                              | J-Wing                                                 | Ej utgiven  | Ej utgiven | 1999/04/28 |  |
| Dino Breeder 4 | april 28, 2000 (JP)                                                  | Ja                  | i.u.                                    | Nej            | J-Wing                              | J-Wing                                                 | Ej utgiven  | Ej utgiven | 2000/04/28 |  |
| Dinosaur | maj 19, 2000 (NA) oktober 6, 2000 (EU)                               | Nej                 | i.u.                                    | Nej            | Digital Eclipse                     | Ubisoft                                                | 2000/05/19  | 2000/10/06 | Ej utgiven |  |
| Dinosaur'us | februari 2, 2001 (EU)                                                | Nej                 | i.u.                                    | Nej            | RFX Interactive                     | Electronic Arts                                        | Ej utgiven  | 2001/02/02 | Ej utgiven |  |
| Diva Starz: Mall Mania | december 3, 2001 (NA)                                                | Nej                 | i.u.                                    | Nej            | Digital Eclipse                     | Vivendi Universal Games                                | 2001/12/03  | Ej utgiven | Ej utgiven |  |
| Dogz | december 1999 (NA) 2000 (EU)                                         | Nej                 | i.u.                                    | Nej            | Saffire                             | Mindscape                                              | 1999/12     | 2000       | Ej utgiven |  |
| Dokapon?!: Millennium Quest | juli 14, 2000 (JP)                                                   | Ja                  | i.u.                                    | Nej            | Asmik Ace                           | Asmik Ace                                              | Ej utgiven  | Ej utgiven | 2000/07/14 |  |
| Doki Doki Densetsu: Mahoujin Guruguru | november 17, 2000 (JP)                                               | Nej                 | i.u.                                    | Nej            | Tamtam                              | Enix                                                   | Ej utgiven  | Ej utgiven | 2000/11/17 |  |
| Doki Doki Sasete!! | oktober 26, 2001 (JP)                                                | Nej                 | i.u.                                    | Nej            | Victor Interactive                  | Victor Interactive                                     | Ej utgiven  | Ej utgiven | 2000/10/26 |  |
| Donald Duck: Goin' Quackers •Donald Duck: Quack Attack EU •Donald Duck: Daisy o Tsukue! JP | oktober 19, 2000 (NA) oktober 20, 2000 (EU) december 1, 2000 (JP)    | Nej                 | i.u.                                    | Nej            | Ubisoft                             | Ubisoft                                                | 2000/10/19  | 2000/10/20 | 2000/12/01 |  |
| Donkey Kong Country •Donkey Kong 2001 JP | november 4, 2000 (NA) november 17, 2000 (EU) januari 21, 2001 (JP)   | Nej                 | i.u.                                    | Nej            | Rare                                | Nintendo                                               | 2000/11/04  | 2000/11/17 | 2001/01/21 |  |
| Donkey Kong GB: Dinky Kong & Dixie Kong | januari 28, 2000 (JP)                                                | Nej                 | i.u.                                    | Nej            | Rare                                | Nintendo                                               | Ej utgiven  | Ej utgiven | 2000/01/28 |  |
| Doraemon: Aruke Aruke Labyrinth | juli 23, 1999 (JP)                                                   | Ja                  | i.u.                                    | Nej            | Epoch                               | Epoch                                                  | Ej utgiven  | Ej utgiven | 1999/07/23 |  |
| Doraemon: Kimi to Pet no Monogatari | mars 16, 2001 (JP)                                                   | Ja                  | i.u.                                    | Nej            | Epoch                               | Epoch                                                  | Ej utgiven  | Ej utgiven | 2001/03/16 |  |
| Doraemon Kart 2 | mars 12, 1999 (JP)                                                   | Ja                  | i.u.                                    | Nej            | Epoch                               | Epoch                                                  | Ej utgiven  | Ej utgiven | 1999/03/12 |  |
| Doraemon Memories: Nobita no Omoide Daibouken | mars 10, 2000 (JP)                                                   | Ja                  | i.u.                                    | Nej            | Epoch                               | Epoch                                                  | Ej utgiven  | Ej utgiven | 2000/03/10 |  |
| Doraemon no Quiz Boy | april 28, 2000 (JP)                                                  | Nej                 | i.u.                                    | Nej            | Shogakukan                          | Shogakukan                                             | Ej utgiven  | Ej utgiven | 2000/04/28 |  |
| Doraemon no Quiz Boy 2 | oktober 4, 2002 (JP)                                                 | Nej                 | i.u.                                    | Nej            | Shogakukan                          | Shogakukan                                             | Ej utgiven  | Ej utgiven | 2002/10/04 |  |
| Doraemon no Study Boy: Gakushuu Kanji Game | januari 12, 2001 (JP)                                                | Nej                 | i.u.                                    | Nej            | Shogakukan                          | Shogakukan                                             | Ej utgiven  | Ej utgiven | 2001/01/12 |  |
| Doraemon no Study Boy: Kanji Yomikaki Master | juli 18, 2003 (JP)                                                   | Nej                 | i.u.                                    | Nej            | Shogakukan                          | Shogakukan                                             | Ej utgiven  | Ej utgiven | 2003/07/18 |  |
| Doraemon no Study Boy: Kuku Game | december 20, 2000 (JP)                                               | Nej                 | i.u.                                    | Nej            | Shogakukan                          | Shogakukan                                             | Ej utgiven  | Ej utgiven | 2000/12/20 |  |
| Doug's Big Game •Doug: La Grande Aventure FRA | december 15, 2000 (NA) april 6, 2001 (EU)                            | Nej                 | i.u.                                    | Nej            | Magellan Interactive                | NewKidCo NA Ubisoft EU                                 | 2000/12/15  | 2001/04/06 | Ej utgiven |  |
| Dr. Rin ni Kiitemite!: Koi no Rin Fuusui | februari 21, 2002 (JP)                                               | Nej                 | i.u.                                    | Nej            | Will                                | Hudson Soft                                            | Ej utgiven  | Ej utgiven | 2002/02/21 |  |
| Dracula: Crazy Vampire | oktober 9, 2001 (NA/EU)                                              | Nej                 | i.u.                                    | Nej            | Planet Interactive                  | DreamCatcher Interactive NA Cryo Interactive EU        | 2001/10/09  | 2001       | Ej utgiven |  |
| Dragon Ball Z: Legendary Super Warriors •Dragon Ball Z: Legendäre Superkämpfer DE •Dragon Ball Z: Les Guerriers Legendaires FRA •Dragon Ball Z: I Leggendari Super Guerrieri ITA •Dragon Ball Z: Densetsu no Chou Senshi-tachi JP •Dragon Ball Z: Guerreros de Leyenda SPA | november 8, 2002 (NA) juni 30, 2002 (EU) augusti 9, 2002 (JP)        | Nej                 | i.u.                                    | Nej            | Banpresto                           | Infogrames NA/EU Banpresto JP                          | 2002/11/08  | 2002/06/30 | 2002/08/09 |  |
| Dragon Dance •Pocket Color Block JP | augusti 6, 2025 (NA) december 18, 1998 (JP) september 30, 2000 (EU)  | Ja                  | i.u.                                    | Nej            | Natsume                             | Crave Entertainment NA/EU Bottom Up JP                 | 2000/08     | 1998/12/18 | 2000/09/30 |  |
| Dragon Tales: Dragon Adventures | november 15, 2001 (NA)                                               | Nej                 | i.u.                                    | Nej            | Handheld Games                      | NewKidCo                                               | 2001/11/15  | Ej utgiven | Ej utgiven |  |
| Dragon Tales: Dragon Wings | december 16, 2000 (NA/EU)                                            | Nej                 | i.u.                                    | Nej            | Zed Two Limited                     | NewKidCo NA Ubisoft EU                                 | 2000/12/16  | 2000       | Ej utgiven |  |
| Dragon Warrior I & II •Dragon Quest I & II JP | september 27, 2000 (NA) september 23, 1999 (JP)                      | Ja                  | i.u.                                    | Nej            | TOSE                                | Enix                                                   | 2000/09/27  | Ej utgiven | 1999/09/23 |  |
| Dragon Warrior III •Dragon Quest III JP | juli 7, 2001 (NA) december 8, 2000 (JP)                              | Nej                 | GBA Special Features                    | Nej            | TOSE                                | Enix                                                   | 2001/07/07  | 2000/12/08 | Ej utgiven |  |
| Dragon Warrior Monsters •Dragon Quest Monsters: Terry no Wonderland JP | januari 25, 2000 (NA) januari 2000 (EU) september 25, 1998 (JP)      | Ja                  | i.u.                                    | Nej            | TOSE                                | Eidos NA/EU Enix JP                                    | 2000/01/25  | 2000/01    | 1998/09/25 |  |
| Dragon Warrior Monsters 2: Cobi's Journey •Dragon Quest Monsters 2: Malta no Fushigina Kagi - Ruka no Tabidachi JP | september 15, 2001 (NA) mars 9, 2001 (JP)                            | Ja                  | i.u.                                    | Nej            | TOSE                                | Enix                                                   | 2001/09/15  | Ej utgiven | 2001/03/09 |  |
| Dragon Warrior Monsters 2: Tara's Adventure •Dragon Quest Monsters 2: Malta no Fushigina Kagi - Iru no Bouken JP | september 15, 2001 (NA) mars 9, 2001 (JP)                            | Ja                  | i.u.                                    | Nej            | TOSE                                | Enix                                                   | 2001/09/15  | Ej utgiven | 2001/03/09 |  |
| Dragon's Lair | januari 15, 2001 (NA) augusti 24, 2001 (EU)                          | Nej                 | i.u.                                    | Nej            | Digital Eclipse                     | Capcom                                                 | 2001/01/15  | 2001/08/24 | Ej utgiven |  |
| Driver | april 2000 (NA) 2001 (EU)                                            | Nej                 | i.u.                                    | Nej            | Crawfish Interactive                | Infogrames                                             | 2000/04     | 2001       | Ej utgiven |  |
| Dropzone | 1999 (EU)                                                            | Ja                  | i.u.                                    | Nej            | Awesome Developments                | Acclaim                                                | Ej utgiven  | 1999       | Ej utgiven |  |
| DT: Lords of Genomes | maj 25, 2001 (JP)                                                    | Ja                  | i.u.                                    | Nej            | Game Studio                         | Media Factory                                          | Ej utgiven  | Ej utgiven | 2001/05/25 |  |
| Duke Nukem | september 10, 1999 (NA/EU)                                           | Nej                 | i.u.                                    | Nej            | Torus Games                         | GT Interactive                                         | 1999/09/10  | 1999/09/10 | Ej utgiven |  |
| The Dukes of Hazzard: Racing for Home | november 7, 2000 (NA/EU)                                             | Nej                 | i.u.                                    | Nej            | Spellbound Interactive              | SouthPeak Games NA Ubisoft EU                          | 2000/11/07  | 2000/11/07 | Ej utgiven |  |
| Dungeon Savior | augusti 4, 2000 (JP)                                                 | Ja                  | i.u.                                    | Nej            | J-Wing                              | J-Wing                                                 | Ej utgiven  | Ej utgiven | 2000/08/04 |  |
| DX Jinsei Game: The Game of Life | april 27, 2001 (JP)                                                  | Nej                 | i.u.                                    | Nej            | Takara                              | Takara                                                 | Ej utgiven  | Ej utgiven | 2001/04/27 |  |
| DX Monopoly Game | april 21, 2000 (JP)                                                  | Ja                  | i.u.                                    | Nej            | Takara                              | Takara                                                 | Ej utgiven  | Ej utgiven | 2000/04/21 |  |
| Earthworm Jim: Menace 2 the Galaxy | november 16, 1999 (NA/EU)                                            | Ja                  | i.u.                                    | Nej            | David A. Palmer Productions         | Crave Entertainment                                    | 1999/11/10  | 1999/11    | Ej utgiven |  |
| ECW Hardcore Revolution | februari 2000 (NA/EU)                                                | Nej                 | i.u.                                    | Nej            | Crawfish Interactive                | Acclaim                                                | 2000/02/28  | 2000       | Ej utgiven |  |
| Elevator Action EX | september 29, 2000 (JP) 2000 (EU)                                    | Nej                 | i.u.                                    | Nej            | Altron                              | Taito JP TDK Mediactive EU                             | Ej utgiven  | 2000       | 2000/09/29 |  |
| The Emperor's New Groove | december 2000 (NA) mars 16, 2001 (EU)                                | Nej                 | i.u.                                    | Nej            | Sandbox Interactive                 | Ubisoft                                                | 2000/12     | 2001/03/16 | Ej utgiven |  |
| ESPN International Track & Field •International Track & Field: Summer Games EU •Ganbare Nippon! Olympic 2000 JP | oktober 3, 2000 (NA) september 8, 2000 (EU) juli 13, 2000 (JP)       | Nej                 | i.u.                                    | Nej            | Konami                              | Konami                                                 | 2000/10/03  | 2000/09/08 | 2000/07/13 |  |
| ESPN National Hockey Night | mars 15, 2001 (NA)                                                   | Nej                 | i.u.                                    | Nej            | Konami                              | Konami                                                 | 2001/03/21  | Ej utgiven | Ej utgiven |  |
| E.T. and the Cosmic Garden | mars 15, 2002 (NA/EU)                                                | Nej                 | i.u.                                    | Nej            | Zed Two Limited                     | NewKidCo                                               | 2002/03/15  | 2002       | Ej utgiven |  |
| E.T.: Digital Companion | oktober 18, 2001 (NA) mars 29, 2002 (EU)                             | Nej                 | i.u.                                    | Nej            | Powerhead Games                     | NewKidCo                                               | 2001/10/18  | 2002/03/29 | Ej utgiven |  |
| E.T.: Escape from Planet Earth •E.T.: The 20th Anniversary EU | november 4, 2001 (NA) 2002 (EU)                                      | Nej                 | i.u.                                    | Nej            | Saffire                             | NewKidCo NA Ubisoft EU                                 | 2001/11/04  | 2002       | Ej utgiven |  |
| European Super League | mars 30, 2001 (EU)                                                   | Nej                 | i.u.                                    | Nej            | Aqua Pacific                        | Virgin Interactive                                     | Ej utgiven  | 2001/03/30 | Ej utgiven |  |
| Evel Knievel | december 1999 (NA) oktober 1999 (EU)                                 | Ja                  | i.u.                                    | Nej            | Tarantula Studios                   | Rockstar Games NA Take 2 Interactive EU                | 1999/12     | 1999/10    | Ej utgiven |  |
| Extreme Ghostbusters | maj 30, 2001 (EU)                                                    | Nej                 | i.u.                                    | Nej            | Magic Pockets                       | LSP                                                    | Ej utgiven  | 2001/05/30 | Ej utgiven |  |
| Extreme Sports with the Berenstain Bears | november 2000 (NA/EU)                                                | Nej                 | i.u.                                    | Nej            | Magnin & Associates                 | Sound Source Interactive                               | 2000/11     | 2000       | Ej utgiven |  |
| F-1 Championship Season 2000 | december 19, 2000 (EU)                                               | Nej                 | i.u.                                    | Nej            | Tiertex                             | EA Sports                                              | 2000/12/19  | 2000       | Ej utgiven |  |
| F1 Racing Championship | november 10, 2000 (EU)                                               | Nej                 | i.u.                                    | Nej            | Ubisoft                             | Video System                                           | 2000/11/10  | Ej utgiven | Ej utgiven |  |
| F-1 World Grand Prix | 2000 (EU) oktober 1, 2000 (JP)                                       | Nej                 | i.u.                                    | Nej            | Video System                        | Video System                                           | Ej utgiven  | 2000       | 2000/10/01 |  |
| F1 World Grand Prix II | januari 2000 (NA/EU) februari 24, 2000 (JP)                          | Nej                 | i.u.                                    | Nej            | ITL                                 | Konami NA/EU> Video System JP                          | 2000        | 2000       | 2000/02/24 |  |
| F-18 Thunder Strike | maj 2000 (NA/EU)                                                     | Nej                 | i.u.                                    | Nej            | Morning Star Multimedia             | Majesco NA Take 2 Interactive EU                       | 2000/05     | 2000       | Ej utgiven |  |
| The F.A. Premier League Stars 2001 •Bundesliga Stars 2001 DE •LNF Stars 2001 ITA | juni 29, 2001 (EU)                                                   | Nej                 | i.u.                                    | Nej            | Krisalis Software                   | THQ                                                    | Ej utgiven  | 2001/06/29 | Ej utgiven |  |
| FIFA 2000 | november 30, 1999 (NA/EU)                                            | Ja                  | i.u.                                    | Nej            | Tiertex                             | THQ NA EA Sports EU                                    | 1999/11/30  | 1999/11/30 | Ej utgiven |  |
| The Fish Files | november 29, 2001 (NA) november 30, 2001 (EU)                        | Nej                 | i.u.                                    | Nej            | 7th Sense                           | Microids                                               | 2001/11/29  | 2001/11/30 | Ej utgiven |  |
| Fisher Price Rescue Heroes Fire Frenzy | november 7, 2000 (NA)                                                | Nej                 | i.u.                                    | Nej            | Engine Software                     | Mattel Interactive                                     | 2000/11/07  | Ej utgiven | Ej utgiven |  |
| Fix & Foxi - Episode 1: Lupo | november 2000 (DE)                                                   | Nej                 | i.u.                                    | Nej            | Similis                             | Ravensburger Interactive                               | Ej utgiven  | 2000/12    | Ej utgiven |  |
| The Flintstones: Burgertime in Bedrock •Familie Feuerstein: Burgertime in Bedrock DE | maj 30, 2001 (NA) december 2000 (DE)                                 | Nej                 | i.u.                                    | Nej            | Conspiracy Entertainment            | Classified Games NA Swing! Entertainment Media AG DE   | 2001/05/30  | Ej utgiven | Ej utgiven |  |
| Flipper and Lopaka | mars 16, 2001 (EU)                                                   | Nej                 | i.u.                                    | Nej            | Planet Interactive                  | Ubisoft                                                | Ej utgiven  | 2001/03/16 | Ej utgiven |  |
| Force 21 | december 2000 (NA)                                                   | Nej                 | i.u.                                    | Nej            | The Code Monkeys                    | Red Storm Entertainment                                | 2000/12     | Ej utgiven | Ej utgiven |  |
| Formula One 2000 | december 18, 2000 (NA)                                               | Nej                 | i.u.                                    | Nej            | Tarantula Studios                   | Take 2 Interactive                                     | 2000/12/18  | Ej utgiven | Ej utgiven |  |
| Fort Boyard | november 9, 2001 (EU)                                                | Nej                 | i.u.                                    | Nej            | Microids                            | Microids                                               | Ej utgiven  | 2001/11/09 | Ej utgiven |  |
| Frogger | december 31, 1998 (NA) 1997 (EU)                                     | Ja                  | i.u.                                    | Nej            | Morning Star Multimedia             | Majesco                                                | 1998/12/31  | 1997       | Ej utgiven |  |
| Frogger 2 | september 23, 2000 (NA)                                              | Nej                 | i.u.                                    | Nej            | Game Titan                          | Hasbro Interactive                                     | 2000/09/23  | Ej utgiven | Ej utgiven |  |
| Fushigi no Dungeon: Fuurai no Shiren GB2: Sabaku no Majou | juli 27, 2001 (JP)                                                   | Nej                 | i.u.                                    | Nej            | ChunSoft                            | ChunSoft                                               | Ej utgiven  | Ej utgiven | 2001/07/27 |  |
| Galaga: Destination Earth | september 25, 2000 (NA)                                              | Nej                 | i.u.                                    | Nej            | Pipe Dream Interactive              | Hasbro Interactive                                     | 2000/09/25  | Ej utgiven | Ej utgiven |  |
| Game & Watch Gallery 2 •Game Boy Gallery 3 AU | november 20, 1998 (NA/EU) 1998 (AU)                                  | Ja                  | i.u.                                    | Ja             | TOSE                                | Nintendo                                               | 1998/11/20  | Ej utgiven | Ej utgiven |  |
| Game & Watch Gallery 3 •Game Boy Gallery 3 JP •Game Boy Gallery 4 AU | december 1999 (NA) februari 2000 (EU) april 8, 1999 (JP) 1999 (AU)   | Ja                  | i.u.                                    | Ja             | TOSE                                | Nintendo                                               | 1999/12     | 2000/02    | 1999/04/08 |  |
| Ganbare Goemon: Hoshizorashi Dynamites Arawaru!! | december 21, 2000 (JP)                                               | Nej                 | i.u.                                    | Nej            | Konami                              | Konami                                                 | Ej utgiven  | Ej utgiven | 2000/12/21 |  |
| Ganbare Goemon: Tengu-tou no Gyakushuu! | januari 14, 1999 (JP)                                                | Nej                 | i.u.                                    | Nej            | TOSE                                | Konami                                                 | Ej utgiven  | Ej utgiven | 1999/01/14 |  |
| Das Geheimnis der Happy Hippo-Insel | maj 17, 2001 (DE)                                                    | Nej                 | i.u.                                    | Nej            | Kritzelkratz 3000                   | JoWooD Entertainment                                   | Ej utgiven  | 2001/05/17 | Ej utgiven |  |
| Get Mushi Club: Minna no Konchuu Daizukan | augusti 13, 1999 (JP)                                                | Ja                  | Rumble Pak                              | Nej            | Jaleco Entertainment                | Jaleco Entertainment                                   | Ej utgiven  | Ej utgiven | 1999/08/13 |  |
| Gex: Enter the Gecko | december 1998 (NA/EU)                                                | Ja                  | i.u.                                    | Nej            | David A. Palmer Productions         | Crave Entertainment NA Interplay EU                    | 1998/12     | Ej utgiven | Ej utgiven |  |
| Gex 3: Deep Pocket Gecko | november 15, 1999 (NA)                                               | Nej                 | i.u.                                    | Nej            | David A. Palmer Productions         | Eidos                                                  | 1999/11/15  | Ej utgiven | Ej utgiven |  |
| Ghosts 'n Goblins | januari 2000 (NA) augusti 24, 2001 (EU)                              | Ja                  | i.u.                                    | Nej            | Digital Eclipse                     | Capcom                                                 | 2000/01     | 2001/08/24 | Ej utgiven |  |
| Gift | augusti 31, 2001 (EU)                                                | Nej                 | i.u.                                    | Nej            | Cryo Interactive                    | Cryo Interactive                                       | Ej utgiven  | 2001/08/31 | Ej utgiven |  |
| Gobs of Games •Games Frenzy EU | september 2000 (NA/EU)                                               | Nej                 | i.u.                                    | Nej            | 2N Productions                      | 3DO                                                    | 2000/09     | 2000/09    | Ej utgiven |  |
| Godzilla: The Series | december 1999 (NA) mars 2000 (EU)                                    | Ja                  | i.u.                                    | Nej            | Crawfish Interactive                | Crave Entertainment                                    | 1999/12     | 2000/03    | Ej utgiven |  |
| Godzilla: The Series - Monster Wars | november 20, 2000 (NA/EU)                                            | Nej                 | i.u.                                    | Nej            | Crawfish Interactive                | Crave Entertainment                                    | 2000/11/20  | 2000       | Ej utgiven |  |
| Gold and Glory: The Road to El Dorado | april 30, 2000 (NA) augusti 4, 2000 (EU)                             | Nej                 | i.u.                                    | Nej            | Planet Interactive                  | Ubisoft                                                | 2000/04/30  | Ej utgiven | Ej utgiven |  |
| Grand Theft Auto | november 22, 1999 (NA) oktober 1999 (EU)                             | Ja                  | i.u.                                    | Nej            | Tarantula Studios                   | Rockstar Games                                         | 1999/11/22  | 1999/10    | Ej utgiven |  |
| Grand Theft Auto 2 | december 2000 (NA) november 10, 2000 (EU)                            | Nej                 | i.u.                                    | Nej            | Tarantula Studios                   | Rockstar Games                                         | 2000/12     | 2000/11/10 | Ej utgiven |  |
| Gremlins: Unleashed! | september 23, 2001 (EU)                                              | Nej                 | i.u.                                    | Nej            | Planet Interactive                  | Light & Shadow Production                              | Ej utgiven  | 2001/09/23 | Ej utgiven |  |
| The Grinch | november 24, 2000 (NA/EU) november 22, 2000 (JP)                     | Nej                 | i.u.                                    | Nej            | Konami                              | Konami                                                 | 2000/11/24  | 2000/11/22 | 2000/11/24 |  |
| Halloween Racer | januari 1999 (EU)                                                    | Nej                 | i.u.                                    | Nej            | Visual Impact                       | Microids                                               | Ej utgiven  | 1999/01    | Ej utgiven |  |
| Hamtaro: Tomodachi Daisakusen Dechu | september 8, 2000 (JP)                                               | Nej                 | i.u.                                    | Nej            | Pax Softonica                       | Nintendo                                               | Ej utgiven  | Ej utgiven | 2000/09/08 |  |
| Hamtaro: Ham-Hams Unite! •Tottoko Hamtaro 2:Hamchans Daishuugou Dechu JP | oktober 28, 2002 (NA) januari 10, 2003 (EU) april 21, 2001 (JP)      | Nej                 | i.u.                                    | Nej            | Pax Softonica                       | Nintendo                                               | 2002/10/28  | 2003/01/10 | 2001/04/21 |  |
| Hands of Time | oktober 2, 2001 (NA) juni 29, 2001 (EU)                              | Nej                 | i.u.                                    | Nej            | Mirage                              | Titus                                                  | 2001/10/02  | 2001/06/29 | Ej utgiven |  |
| Harley-Davidson: Race Across America | december 22, 2000 (NA)                                               | Nej                 | i.u.                                    | Nej            | Running Dog Software                | WizardWorks                                            | 2000/12/22  | Ej utgiven | Ej utgiven |  |
| Harry Potter and the Chamber of Secrets | november 5, 2002 (NA) november 15, 2002 (EU)                         | Nej                 | i.u.                                    | Nej            | Griptonite Games                    | Electronic Arts                                        | 2002/11/05  | 2002/11/15 | Ej utgiven |  |
| Harry Potter and the Sorcerer's Stone •Harry Potter and the Philosopher's Stone EU •Harry Potter to Kenja no Ishi JP | november 15, 2001 (NA) november 16, 2001 (EU) december 1, 2001 (JP)  | Nej                 | i.u.                                    | Nej            | Griptonite Games                    | Electronic Arts NA/EU EA Victor JP                     | 2001/11/15  | 2001/11/16 | 2001/12/01 |  |
| Harvest Moon GBC •Harvest Moon GB EU | november 1999 (NA) 1999 (EU)                                         | Ja                  | i.u.                                    | Ja             | TOSE                                | Natsume NA Nintendo EU                                 | 1999/11     | 1999       | Ej utgiven |  |
| Harvest Moon 2 GBC •Bokujō Monogatari 2 GB JP | november 7, 2000 (NA) mars 30, 2001 (EU) augusti 6, 1999 (JP)        | Ja                  | i.u.                                    | Ja             | Victor Interactive Software         | Natsume NA/JP Ubisoft EU                               | 2000/11/07  | 2001/03/30 | 1999/08/06 |  |
| Harvest Moon 3 GBC •Bokujō Monogatari GB3: Boy Meets Girl JP | november 14, 2001 (NA) september 29, 2000 (JP)                       | Nej                 | i.u.                                    | Ja             | Victor Interactive Software         | Natsume                                                | 2001/11/14  | Ej utgiven | 2000/09/29 |  |
| Hello Kitty's Cube Frenzy | december 28, 1999 (NA) mars 30, 2001 (EU)                            | Ja                  | i.u.                                    | Nej            | Torus Games                         | NewKidCo                                               | 1999/12/28  | 2001/03/30 | Ej utgiven |  |
| Hercules: The Legendary Journeys | april 2002 (NA) september 14, 2001 (EU)                              | Nej                 | i.u.                                    | Nej            | Titus                               | Titus                                                  | 2002/04     | 2001/09/14 | Ej utgiven |  |
| Heroes of Might and Magic | april 29, 2000 (NA) oktober 20, 2000 (EU)                            | Nej                 | i.u.                                    | Nej            | KnowWonder                          | 3DO                                                    | 2000/04/29  | 2000/10/20 | Ej utgiven |  |
| Heroes of Might and Magic II | december 2000 (NA) mars 16, 2001 (EU)                                | Nej                 | i.u.                                    | Nej            | KnowWonder                          | 3DO                                                    | 2000/12     | 2001/03/16 | Ej utgiven |  |
| Hexcite: The Shapes of Victory •Global HexCite JP | januari 10, 1999 (NA/EU) oktober 21, 1998 (JP)                       | Ja                  | i.u.                                    | Nej            | Landwarf                            | Ubisoft NA/EU NEC Interchannel JP                      | 1999/01/10  | 1999/01/10 | 1998/10/21 |  |
| Hole in One Golf •Golf de Oha Suta JP | augusti 30, 1999 (NA) april 23, 1999 (JP)                            | Ja                  | Rumble Pak                              | Nej            | Natsume                             | Natsume NA Epoch JP                                    | 1999/08/30  | Ej utgiven | 1999/04/23 |  |
| Hollywood Pinball | 1999 (EU) december 23, 1999 (JP)                                     | Ja                  | i.u.                                    | Nej            | Tarantula Studios                   | Take-Two Interactive EU Starfish JP                    | Ej utgiven  | 1999       | 1999/12/23 |  |
| Hot Wheels: Stunt Track Driver | januari 2000 (NA) juni 2000 (EU)                                     | Ja                  | i.u.                                    | Nej            | Lucky Chicken Games                 | Mattel Interactive                                     | 2000/01     | 2000/06    | Ej utgiven |  |
| Hoyle Card Games | december 2000 (NA)                                                   | Nej                 | i.u.                                    | Nej            | Sandbox Interactive                 | Sierra Entertainment                                   | 2000/12     | Ej utgiven | Ej utgiven |  |
| Hoyle Casino | oktober 24, 2000 (NA)                                                | Nej                 | i.u.                                    | Nej            | Pulsar Interactive                  | Sierra Entertainment                                   | 2000/10/24  | Ej utgiven | Ej utgiven |  |
| Hugo (series)Hugo 2½ | 1999 (DE)                                                            | Ja                  | i.u.                                    | Ja             | Bit Managers                        | Infogrames                                             | Ej utgiven  | 1999       | Ej utgiven |  |
| Hugo: Black Diamond Fever | december 7, 2001 (EU)                                                | Nej                 | i.u.                                    | Nej            | ITE Media                           | ITE Media                                              | Ej utgiven  | 2001/12/07 | Ej utgiven |  |
| Hugo: The Evil Mirror | maj 2, 2002 (EU)                                                     | Nej                 | i.u.                                    | Nej            | ITE Media                           | ITE Media                                              | Ej utgiven  | 2002/05/02 | Ej utgiven |  |
| Hype: The Time Quest | september 15, 2000 (EU)                                              | Nej                 | i.u.                                    | Nej            | Planet Interactive                  | Ubisoft                                                | Ej utgiven  | 2000/09/15 | Ej utgiven |  |
| Indiana Jones and the Infernal Machine | mars 22, 2001 (NA) maj 4, 2001 (EU)                                  | Nej                 | i.u.                                    | Nej            | HotGen                              | THQ                                                    | 2001/03/22  | 2001/05/04 | Ej utgiven |  |
| Inspector Gadget: Operation Madkactus | december 1, 2000 (EU) mars 2001 (NA)                                 | Nej                 | i.u.                                    | Nej            | RFX Interactive                     | Ubisoft                                                | 2001/03     | 2000/12/01 | Ej utgiven |  |
| International Karate 2000 | november 24, 2000 (EU)                                               | Nej                 | i.u.                                    | Nej            | Studio 3                            | Studio 3                                               | Ej utgiven  | 2000/11/24 | Ej utgiven |  |
| International Rally •Cross Country Racing EU •It's a World Rally JP | september 2000 (NA/EU) maj 13, 1999 (JP)                             | Ja                  | i.u.                                    | Nej            | Konami                              | Konami                                                 | 2000/09     | 2000/09    | 1999/05/13 |  |
| International Superstar Soccer '99 •World Soccer GB2 JP | januari 2000 (NA) maj 15, 1999 (EU) juni 24, 1999 (JP)               | Ja                  | i.u.                                    | Nej            | Konami                              | Konami                                                 | 2000/01     | 1999/05/15 | 1999/06/24 |  |
| International Superstar Soccer 2000 •World Soccer GB 2000 JP | december 2000 (NA) september 15, 2000 (EU) juli 6, 2000 (JP)         | Nej                 | i.u.                                    | Nej            | Konami                              | Konami                                                 | 2000/12     | 2000/09/15 | 2000/07/16 |  |
| International Track & Field | januari 19, 2000 (NA) november 1999 (EU) juli 1, 1999 (JP)           | Ja                  | i.u.                                    | Nej            | Konami                              | Konami                                                 | 2000/01/19  | 1999/11    | 1999/07/01 |  |
| Jagainu-kun | mars 24, 2000 (JP)                                                   | Nej                 | i.u.                                    | Nej            | Pack-In-Video                       | Victor Interactive Software                            | Ej utgiven  | Ej utgiven | 2000/03/24 |  |
| Jaguar Mishin Sashi Senyou Soft: Mario Family | augusti 27, 2001 (JP)                                                | Nej                 | Jaguar's JN-100/JN-2000 sewing machines | Nej            | Natsume                             | Jaguar                                                 | Ej utgiven  | Ej utgiven | 2001/08/27 |  |
| Jeff Gordon XS Racing | november 11, 1999 (NA)                                               | Ja                  | i.u.                                    | Nej            | Natsume                             | ASC Games                                              | 1999/11/11  | Ej utgiven | Ej utgiven |  |
| Jeremy McGrath Supercross 2000 | april 6, 2000 (NA) november 24, 2000 (EU)                            | Nej                 | i.u.                                    | Nej            | M4 Entertainment                    | Acclaim Sports                                         | 2000/04/06  | 2000/11/24 | Ej utgiven |  |
| Jim Henson's Muppets | april 2000 (NA) mars 2000 (EU)                                       | Nej                 | i.u.                                    | Nej            | Tarantula Studios                   | Take 2 Interactive                                     | 2000/04     | 2000/03    | Ej utgiven |  |
| Jimmy White's Cue Ball | december 22, 2000 (EU)                                               | Nej                 | i.u.                                    | Nej            | Vicarious Visions                   | Vatical Entertainment                                  | Ej utgiven  | 2000/12/22 | Ej utgiven |  |
| JumpStart: Dino Adventure Field Trip | oktober 18, 2001 (NA)                                                | Nej                 | i.u.                                    | Nej            | Digital Illusions                   | Knowledge Adventure                                    | 2001/10/18  | Ej utgiven | Ej utgiven |  |
| The Jungle Book: Mowgli's Wild Adventure | november 20, 2000 (NA) december 1, 2000 (EU)                         | Nej                 | i.u.                                    | Nej            | Ubisoft                             | Ubisoft                                                | 2000/11/20  | 2000/12/01 | Ej utgiven |  |
| Käpt'n Blaubär: Die Verrückte Schatzsuche | januari 10, 2001 (DE)                                                | Nej                 | i.u.                                    | Nej            | Shin'en                             | Ravensburger Interactive                               | Ej utgiven  | 2001/01/10 | Ej utgiven |  |
| Keep the Balance | november 2, 2001 (EU)                                                | Nej                 | i.u.                                    | Nej            | Karma Studios                       | JoWooD Entertainment AG                                | Ej utgiven  | 2001/11/02 | Ej utgiven |  |
| Kelly Club: Clubhouse Fun •Shelly Club EU | oktober 31, 2001 (NA/EU)                                             | Nej                 | i.u.                                    | Nej            | Vicarious Visions                   | Vivendi Universal Games                                | 2001/10/31  | 2001       | Ej utgiven |  |
| Keitai Denju Telefang - Power Version | november 3, 2000 (JP)                                                | Ja                  | i.u.                                    | Nej            | Natsume                             | Smilesoft                                              | Ej utgiven  | Ej utgiven | 2000/11/03 |  |
| Keitai Denju Telefang - Speed Version | november 3, 2000 (JP)                                                | Ja                  | i.u.                                    | Nej            | Natsume                             | Smilesoft                                              | Ej utgiven  | Ej utgiven | 2000/11/03 |  |
| Ken Griffey Jr.'s Slugfest | juni 1999 (NA)                                                       | Nej                 | i.u.                                    | Nej            | Software Creations                  | Nintendo                                               | 1999/06     | Ej utgiven | Ej utgiven |  |
| Kirby Tilt 'n' Tumble •Koro Koro Kirby JP | april 11, 2001 (NA) augusti 23, 2000 (JP) 2001 (SA)                  | Nej                 | Tilt sensor                             | Nej            | HAL Laboratory                      | Nintendo NA Gradiente SA                               | 2001/04/11  | Ej utgiven | 2000/08/23 |  |
| Kirikou | november 16, 2001 (EU)                                               | Nej                 | i.u.                                    | Nej            | Planet Interactive                  | Wanadoo                                                | Ej utgiven  | 2001/11/16 | Ej utgiven |  |
| Klax | april 1999 (NA)                                                      | Nej                 | i.u.                                    | Nej            | Digital Eclipse                     | Midway                                                 | 1999/04     | Ej utgiven | Ej utgiven |  |
| Klustar | juli 1999 (NA/EU)                                                    | Ja                  | i.u.                                    | Nej            | Rebellion                           | Infogrames                                             | 1999/07     | 1999       | Ej utgiven |  |
| Knockout Kings | december 7, 1999 (NA)                                                | Nej                 | i.u.                                    | Nej            | Digital Eclipse                     | EA Sports                                              | 1999/12/07  | Ej utgiven | Ej utgiven |  |
| Konami GB Collection Vol.1 | januari 2000 (EU)                                                    | Ja                  | i.u.                                    | Nej            | Konami                              | Konami                                                 | Ej utgiven  | 2000/01    | Ej utgiven |  |
| Konami GB Collection Vol.2 | januari 2000 (EU)                                                    | Ja                  | i.u.                                    | Nej            | Konami                              | Konami                                                 | Ej utgiven  | 2000/01    | Ej utgiven |  |
| Konami GB Collection Vol.3 | maj 2000 (EU)                                                        | Ja                  | i.u.                                    | Nej            | Konami                              | Konami                                                 | Ej utgiven  | 2000/05    | Ej utgiven |  |
| Konami GB Collection Vol.4 | maj 2000 (EU)                                                        | Ja                  | i.u.                                    | Nej            | Konami                              | Konami                                                 | Ej utgiven  | 2000/05    | Ej utgiven |  |
| Koto Battle: Tengai no Moribito | mars 9, 2001 (JP)                                                    | Nej                 | i.u.                                    | Nej            | Alphadream Corporation              | Alphastar                                              | Ej utgiven  | Ej utgiven | 2001/03/09 |  |
| KRTL: Jay und Der Spielzeugdiebe | juni 30, 2000 (DE)                                                   | Nej                 | i.u.                                    | Nej            | Eclipse                             | THQ                                                    | Ej utgiven  | 2000/06/30 | Ej utgiven |  |
| The Land Before Time | juli 14, 2001 (NA) juni 29, 2001 (EU)                                | Nej                 | i.u.                                    | Nej            | Eclipse Entertainment               | Conspiracy Entertainment                               | 2001/07/14  | 2001/06/29 | Ej utgiven |  |
| Las Vegas Cool Hand •Cool Hand EU | december 1998 (NA/EU)                                                | Ja                  | i.u.                                    | Nej            | Tarantula Studios                   | Take 2 Interactive                                     | 1998/12     | 1998       | Ej utgiven |  |
| Laura | december 6, 2000 (NA) december 8, 2000 (EU)                          | Nej                 | i.u.                                    | Nej            | Planet Interactive                  | Ubisoft                                                | 2000/12/06  | 2000/12/08 | Ej utgiven |  |
| Legend of the River King GBC •Legend of the River King GB EU | november 23, 1999 (NA) december 14, 2000 (EU)                        | Ja                  | i.u.                                    | Ja             | TOSE                                | Natsume                                                | 1999/11/23  | 2000/12/14 | Ej utgiven |  |
| Legend of the River King 2 •Kawa no Nushi Tsuri 4 JP | april 17, 2001 (NA) juli 16, 1999 (JP) mars 30, 2001 (EU)            | Ja                  | Rumble Pak (JP only)                    | Ja             | Natsume                             | Natsume NA Pack In Soft JP Ubisoft EU                  | 2001/04/17  | 2001/03/30 | 1999/07/16 |  |
| The Legend of Zelda: Link's Awakening DX •Zelda no Densetsu:Yume o Miru Shima JP | december 15, 1998 (NA) december 12, 1998 (JP) januari 1999 (EU)      | Ja                  | i.u.                                    | Ja             | Nintendo                            | Nintendo                                               | 1998/12/15  | 1999/01    | 1998/12/12 |  |
| The Legend of Zelda: Oracle of Ages •Zelda no Densetsu: Fushigi no Ki no Mi JP | maj 14, 2001 (NA) februari 27, 2001 (JP) oktober 5, 2001 (EU)        | Nej                 | GBA Special Features                    | Ja             | Flagship                            | Nintendo                                               | 2001/05/14  | 2001/10/05 | 2001/02/27 |  |
| The Legend of Zelda: Oracle of Seasons •Zelda no Densetsu: Fushigi no Ki no Mi - Daichi no Shou JP | maj 14, 2001 (NA) februari 27, 2001 (JP) oktober 5, 2001 (EU)        | Nej                 | GBA Special Features                    | Ja             | Flagship                            | Nintendo                                               | 2001/05/14  | 2001/10/05 | 2001/02/27 |  |
| Lego Alpha Team | november 2000 (NA/EU)                                                | Nej                 | i.u.                                    | Nej            | Climax Studios                      | Lego Media                                             | 2000/11     | 2000/11    | Ej utgiven |  |
| Lego Island 2: The Brickster's Revenge | mars 30, 2001 (NA/EU)                                                | Nej                 | i.u.                                    | Nej            | Crawfish Interactive                | Lego Media                                             | 2001/03/30  | 2001/03/30 | Ej utgiven |  |
| Lego Racers | december 29, 2000 (NA/EU)                                            | Nej                 | i.u.                                    | Nej            | Climax Studios                      | Lego Media                                             | 2000/12/29  | 2000/12/29 | Ej utgiven |  |
| Lego Stunt Rally | december 29, 2000 (NA/EU)                                            | Nej                 | i.u.                                    | Nej            | Graphic State Games                 | Lego Media                                             | 2000/12/29  | 2000/12/29 | Ej utgiven |  |
| Lemmings & Oh No! More Lemmings •Lemmings VS JP | december 2000 (NA) april 7, 2000 (JP)                                | Nej                 | i.u.                                    | Nej            | J-Wing                              | Take 2 Interactive NA J-Wing JP                        | 2000/12     | 2000/04/07 | Ej utgiven |  |
| Les Visiteurs | 1999 (EU)                                                            | Ja                  | i.u.                                    | Nej            | Gaumont Multimedia                  | Ubisoft                                                | Ej utgiven  | 1999       | Ej utgiven |  |
| Lil' Monster •Gem Gem Monster JP | augusti 6, 2025 (NA) juli 30, 1999 (JP)                              | Ja                  | i.u.                                    | Nej            | Kid                                 | Agetec NA Kid JP                                       | 2000/08     | Ej utgiven | 1999/07/30 |  |
| The Lion King: Simba's Mighty Adventure | december 29, 2000 (NA) mars 9, 2001 (EU)                             | Nej                 | i.u.                                    | Nej            | Torus Games                         | Activision                                             | 2000/12/29  | 2001/03/09 | Ej utgiven |  |
| The Little Mermaid II: Pinball Frenzy | september 24, 2000 (NA) mars 16, 2001 (EU)                           | Nej                 | Rumble Pak                              | Nej            | Left Field Productions              | Nintendo                                               | 2000/09/24  | 2001/03/16 | Ej utgiven |  |
| Little Nicky | december 2000 (NA)                                                   | Nej                 | i.u.                                    | Nej            | Digital Eclipse                     | Ubisoft                                                | 2000/12     | Ej utgiven | Ej utgiven |  |
| Logical | april 1999 (NA/EU)                                                   | Nej                 | i.u.                                    | Nej            | Conspiracy Entertainment            | Sunsoft NA THQ EU                                      | 1999/04     | 1999/04    | Ej utgiven |  |
| Looney Tunes | september 1999 (NA/EU)                                               | Ja                  | i.u.                                    | Nej            | Sunsoft                             | Sunsoft                                                | 1999/09     | 1999/09    | Ej utgiven |  |
| Looney Tunes: Carrot Crazy •Bugs Bunny & Lola Bunny: Operation Carrot Patch EU | januari 1999 (NA) 1998 (EU)                                          | Ja                  | i.u.                                    | Nej            | Bit Managers                        | Infogrames                                             | 1999/01     | 1998       | Ej utgiven |  |
| Looney Tunes: Marvin Strikes Back! •Looney Tunes Collector: Martian Revenge! EU | november 23, 2000 (NA/EU)                                            | Nej                 | i.u.                                    | Nej            | Infogrames                          | Infogrames                                             | 2000/11/23  | 2000/11/23 | Ej utgiven |  |
| Looney Tunes: Twouble! •Sylvester & Tweety: Breakfast on the Run EU | december 1998 (NA/EU)                                                | Ja                  | i.u.                                    | Nej            | Bit Managers                        | Infogrames                                             | 1998/12     | 1998/12    | Ej utgiven |  |
| Looney Tunes Collector: Alert! •Looney Tunes Collector: Martian Alert! EU •Looney Tunes Collector: Martian Quest! JP | juni 24, 2000 (NA/EU) december 14, 2001 (JP)                         | Nej                 | i.u.                                    | Nej            | Infogrames                          | Infogrames NA/EU Syscom JP                             | 2000/06/24  | 2000/06/24 | 2001/12/14 |  |
| Looney Tunes Racing | december 2000 (NA)                                                   | Nej                 | i.u.                                    | Nej            | Xantera                             | Infogrames                                             | 2000/12     | Ej utgiven | Ej utgiven |  |
| Lucky Luke | juli 9, 1999 (NA) maj 1999 (EU)                                      | Nej                 | i.u.                                    | Nej            | Infogrames                          | Infogrames                                             | 1999/07/09  | 1999/05    | Ej utgiven |  |
| Lucky Luke: Desperado Train | januari 2000 (EU)                                                    | Nej                 | i.u.                                    | Nej            | Infogrames                          | Infogrames                                             | Ej utgiven  | 2000/01    | Ej utgiven |  |
| Lufia: The Legend Returns •Estpolis Denki: Yomigaeru Densetsu JP | september 20, 2001 (NA) september 7, 2001 (JP) oktober 23, 2001 (EU) | Nej                 | i.u.                                    | Nej            | Neverland                           | Natsume NA Taito JP Ubisoft EU                         | 2001/09/20  | 2001/10/23 | 2001/09/07 |  |
| M&M's Mini Madness | december 8, 2000 (NA) september 7, 2001 (EU)                         | Nej                 | i.u.                                    | Nej            | Pipe Dream Interactive              | Majesco NA JoWooD Entertainment EU                     | 2000/12/08  | 2001/09/07 | 2001/09/07 |  |
| Madden NFL 2000 | november 1999 (NA) augusti 5, 1999 (EU)                              | Ja                  | i.u.                                    | Nej            | Tiertex                             | THQ NA EA Sports EU                                    | 1999/11     | 1999/08    | 2001/09/07 |  |
| Madden NFL 2001 | november 13, 2000 (NA)                                               | Nej                 | i.u.                                    | Nej            | 3d6 Games                           | EA Sports                                              | 2000/11/13  | Ej utgiven | Ej utgiven |  |
| Madden NFL 2002 | september 2001 (NA)                                                  | Nej                 | i.u.                                    | Nej            | 3d6 Games                           | EA Sports                                              | 2001/09     | Ej utgiven | Ej utgiven |  |
| Magi Nation | mars 15, 2001 (NA)                                                   | Nej                 | i.u.                                    | Nej            | Interactive Imagination             | Interactive Imagination                                | 2001/03/15  | Ej utgiven | Ej utgiven |  |
| Magical Drop | oktober 18, 2000 (NA/DE)                                             | Nej                 | i.u.                                    | Nej            | Conspiracy Entertainment            | Classified Games NA Swing! Entertainment AG DE         | 2000/10/18  | 2000/10/18 | Ej utgiven |  |
| Magical Tetris Challenge •Tetris Adventure: Susume Mickey to Nakamatachi JP | februari 17, 2000 (NA) mars 24, 2000 (EU) november 12, 1999 (JP)     | Nej                 | i.u.                                    | Nej            | Capcom                              | Capcom NA/EU Activision EU                             | 2000/02/17  | 2000/03/24 | 1999/11/12 |  |
| Marble Madness | december 1999 (NA) mars 13, 2000 (EU)                                | Nej                 | i.u.                                    | Nej            | Digital Eclipse                     | Midway                                                 | 1999/12     | 2000/03/13 | Ej utgiven |  |
| Mario Golf •Mario Golf GB JP | oktober 5, 1999 (NA) augusti 10, 1999 (JP) oktober 26, 1999 (EU)     | Nej                 | i.u.                                    | Ja             | Camelot                             | Nintendo                                               | 1999/10/05  | 1999/10/26 | 1999/08/10 |  |
| Mario Tennis •Mario Tennis GB JP | januari 16, 2001 (NA) november 1, 2000 (JP) februari 2, 2001 (EU)    | Nej                 | i.u.                                    | Ja             | Camelot                             | Nintendo                                               | 2001/01/16  | 2001/02/02 | 2000/11/01 |  |
| Mary-Kate & Ashley: Crush Course | november 2001 (NA/EU)                                                | Nej                 | i.u.                                    | Nej            | Crawfish Interactive                | Club Acclaim                                           | 2001/11     | 2001/11    | Ej utgiven |  |
| Mary-Kate & Ashley: Get a Clue! | juni 2000 (NA/EU)                                                    | Ja                  | i.u.                                    | Nej            | Crawfish Interactive                | Club Acclaim                                           | 2000/06     | 2000/06    | Ej utgiven |  |
| Mary-Kate & Ashley: Pocket Planner | november 29, 2000 (NA) mars 2, 2001 (EU)                             | Ja                  | i.u.                                    | Nej            | Powerhead Games                     | Club Acclaim                                           | 2000/11/29  | 2001/03/02 | Ej utgiven |  |
| Mary-Kate & Ashley: Winners Circle | mars 2, 2001 (NA) maj 25, 2001 (EU)                                  | Nej                 | i.u.                                    | Nej            | M4 Limited                          | Club Acclaim                                           | 2001/03/02  | 2001/05/25 | Ej utgiven |  |
| The Mask of Zorro | januari 14, 2000 (NA/EU)                                             | Nej                 | i.u.                                    | Nej            | Saffire                             | Sunsoft NA Ubisoft EU                                  | 2000/01/14  | 2000/01/14 | Ej utgiven |  |
| Mat Hoffman's Pro BMX | maj 14, 2001 (NA) juni 15, 2001 (EU)                                 | Nej                 | i.u.                                    | Nej            | HotGen                              | Activision                                             | 2001/05/14  | 2001/06/15 | Ej utgiven |  |
| Matchbox Emergency Patrol | juni 2001 (NA/EU)                                                    | Nej                 | i.u.                                    | Nej            | Lucky Chicken Games                 | Mattel Interactive NA THQ EU                           | 2001/06     | 2001/06    | Ej utgiven |  |
| Die Maus | 1999 (DE)                                                            | Nej                 | i.u.                                    | Nej            | Bit Managers                        | Infogrames                                             | Ej utgiven  | 1999       | Ej utgiven |  |
| Maya the Bee & Her Friends •Die Biene Maja & Ihre Freunde | 1999 (EU)                                                            | Ja                  | i.u.                                    | Nej            | Crawfish Interactive                | Acclaim                                                | Ej utgiven  | 1999       | Ej utgiven |  |
| Maya the Bee: Garden Adventures •Die Biene Maja: Auf Der Klatschmohnwiese DE | november 17, 2000 (EU)                                               | Nej                 | i.u.                                    | Nej            | Neon Software                       | Acclaim                                                | Ej utgiven  | 2000/11/17 | Ej utgiven |  |
| Mega Man Xtreme •Rockman X: Cyber Mission JP | januari 11, 2001 (NA) oktober 20, 2000 (JP) augusti 24, 2001 (EU)    | Ja                  | i.u.                                    | Ja             | Capcom                              | Capcom                                                 | 2001/01/11  | 2001/08/24 | 2000/10/20 |  |
| Mega Man Xtreme 2 •Rockman X: Soul Eraser JP | oktober 30, 2001 (NA) juni 19, 2001 (JP) februari 8, 2002 (EU)       | Nej                 | i.u.                                    | Ja             | Capcom                              | Capcom                                                 | 2001/10/30  | 2002/02/08 | 2001/06/19 |  |
| Men in Black: The Series | december 1998 (NA/EU)                                                | Ja                  | i.u.                                    | Nej            | Tiertex                             | Crave Entertainment NA Interplay EU                    | 1998/12     | 1998/12    | Ej utgiven |  |
| Men in Black 2: The Series | juli 9, 2000 (NA/EU)                                                 | Nej                 | i.u.                                    | Nej            | David A. Palmer Productions         | Crave Entertainment                                    | 2000/07/09  | 2000/07/09 | Ej utgiven |  |
| Merlin | februari 2, 2001 (EU)                                                | Nej                 | i.u.                                    | Nej            | RFX Interactive                     | Electronic Arts                                        | Ej utgiven  | 2001/02/02 | Ej utgiven |  |
| Metal Gear Solid NA •Metal Gear: Ghost Babel JP | april 24, 2000 (NA) april 27, 2000 (JP) maj 2000 (EU)                | Nej                 | i.u.                                    | Nej            | TOSE                                | Konami                                                 | 2000/04/24  | 2000/05    | 2000/04/27 |  |
| Metal Walker NA •Bakusou Senki Metal Walker GB: Kotetsu no Yuujou JP | februari 6, 2001 (NA) december 24, 1999 (JP)                         | Ja                  | i.u.                                    | Nej            | TOSE                                | Capcom                                                 | 2001/02/06  | Ej utgiven | 1999/12/24 |  |
| Mia Hamm Soccer Shootout NA •Telefoot Soccer 2000 EU | oktober 27, 2000 (NA) mars 2001 (EU)                                 | Nej                 | i.u.                                    | Nej            | Aqua Pacific                        | SouthPeak Games NA Ubisoft EU                          | 2000/10/27  | 2001/03    | Ej utgiven |  |
| Mickey's Racing Adventure | november 22, 1999 (NA) november 25, 1999 (EU)                        | Nej                 | i.u.                                    | Nej            | Rare                                | Nintendo                                               | 1999/11/22  | 1999/11/25 | Ej utgiven |  |
| Mickey's Speedway USA | mars 23, 2001 (EU) mars 25, 2001 (NA)                                | Nej                 | i.u.                                    | Nej            | Rare                                | Nintendo                                               | 2001/03/25  | 2001/03/23 | Ej utgiven |  |
| Micro Machines 1 and 2: Twin Turbo | januari 2000 (NA/EU)                                                 | Nej                 | i.u.                                    | Nej            | Virtucraft                          | THQ                                                    | 2000/01     | 2000/01    | Ej utgiven |  |
| Micro Machines V3 | november 13, 2000 (NA) november 24, 2000 (EU)                        | Nej                 | i.u.                                    | Nej            | Novalicious                         | THQ                                                    | 2000/11/13  | 2000/11/24 | Ej utgiven |  |
| Micro Maniacs | november 2, 2001 (EU)                                                | Nej                 | i.u.                                    | Nej            | Hyperion Studios                    | THQ                                                    | Ej utgiven  | 2001/11/02 | Ej utgiven |  |
| Microsoft: The 6-in-1 Puzzle Collection Entertainment Pack | oktober 24, 2000 (NA/EU)                                             | Nej                 | i.u.                                    | Nej            | Conspiracy Entertainment            | Classified Games NA Conspiracy Entertainment EU        | 2000/10/24  | 2000/10/24 | Ej utgiven |  |
| Microsoft: The Best of Entertainment Pack | juni 2001 (NA) augusti 31, 2001 (EU)                                 | Nej                 | i.u.                                    | Nej            | Saffire                             | Classified Games NA Cryo Interactive EU                | 2001/06     | 2001/08/31 | Ej utgiven |  |
| Microsoft Pinball Arcade | maj 2001 (NA/EU)                                                     | Nej                 | i.u.                                    | Nej            | Saffire                             | Classified Games NA Cryo Interactive EU                | 2001/05     | 2001/05    | Ej utgiven |  |
| Midway Presents Arcade Hits: Joust / Defender | mars 1999 (NA) april 1999 (EU)                                       | Ja                  | i.u.                                    | Nej            | Digital Eclipse                     | Midway                                                 | 1999/03     | 1999/04    | Ej utgiven |  |
| Midway Presents Arcade Hits: Moon Patrol / Spy Hunter | maj 1999 (NA/EU)                                                     | Ja                  | i.u.                                    | Nej            | Digital Eclipse                     | Midway                                                 | 1999/05     | 1999/05    | Ej utgiven |  |
| Millennium Winter Sports •Hyper Olympic Winter 2000 JP •Konami Winter Games EU | april 2000 (NA)                                                      | Nej                 | i.u.                                    | Nej            | Konami                              | Konami                                                 | 2000/04     | Ej utgiven | Ej utgiven |  |
| Missile Command | september 1999 (NA/EU)                                               | Nej                 | Rumble Pak                              | Nej            | The Code Monkeys                    | Hasbro Interactive                                     | 1999/09     | 1999       | Ej utgiven |  |
| Mission: Impossible | februari 22, 2000 (NA) augusti 1, 2000 (EU)                          | Nej                 | i.u.                                    | Nej            | Rebellion                           | Infogrames                                             | 2000/02/22  | 2000/08    | Ej utgiven |  |
| Mobile Golf | maj 11, 2001 (JP)                                                    | Nej                 | i.u.                                    | Nej            | Camelot Software Planning           | Nintendo                                               | Ej utgiven  | Ej utgiven | 2001/05/11 |  |
| Monkey Puncher •Saru Puncher JP | december 2000 (EU) mars 24, 2000 (JP)                                | Ja                  | i.u.                                    | Nej            | Atelier Double                      | Event Evolution Entertainment EU Taito JP              | Ej utgiven  | 2000/12    | 2000/03/24 |  |
| Monopoly | maj 1999 (NA) december 11, 1998 (JP)                                 | Ja                  | i.u.                                    | Nej            | Sculptured Software                 | Majesco NA Hasbro Interactive JP                       | 1999/05     | Ej utgiven | 1998/12/11 |  |
| Monster Rancher Battle Card GB •Monster Farm Battle Card GB JP | april 2000 (NA) december 24, 1999 (JP)                               | Ja                  | i.u.                                    | Nej            | Graphic Research                    | Tecmo                                                  | 2000/04     | Ej utgiven | 1999/12/24 |  |
| Monster Rancher Explorer •Solomon JP | oktober 30, 2000 (NA) september 29, 2000 (JP)                        | Nej                 | i.u.                                    | Nej            | Graphic Research                    | Tecmo                                                  | 2000/10/30  | Ej utgiven | 2000/09/29 |  |
| Monsters, Inc. | oktober 19, 2001 (NA) februari 1, 2002 (EU)                          | Nej                 | i.u.                                    | Nej            | Vicarious Visions                   | THQ                                                    | 2001/10/19  | 2002/02/01 | Ej utgiven |  |
| Montezuma's Return | december 1998 (NA/EU)                                                | Ja                  | i.u.                                    | Nej            | Tarantula Studios                   | Take 2 Interactive                                     | 1998/12     | 1998/12    | Ej utgiven |  |
| Moomin's Tale •Mumin no Daibouken JP | december 1, 2000 (EU) juni 30, 2000 (JP)                             | Nej                 | i.u.                                    | Nej            | Pixel (företag)                     | Sunsoft                                                | Ej utgiven  | 2000/12/01 | 2000/06/30 |  |
| Moorhuhn 2: Die Jagd Geht Weiter | april 6, 2001 (DE)                                                   | Nej                 | i.u.                                    | Nej            | Similis                             | Ravensburger Interactive                               | Ej utgiven  | 2001/04/06 | Ej utgiven |  |
| Moorhuhn 3: ...Es Gibt Huhn! | juli 11, 2002 (EU)                                                   | Nej                 | i.u.                                    | Nej            | Similis                             | Ubisoft                                                | Ej utgiven  | 2002/07/11 | Ej utgiven |  |
| Mortal Kombat 4 | december 1998 (NA) april 1999 (EU)                                   | Ja                  | i.u.                                    | Nej            | Digital Eclipse                     | Midway                                                 | 1998/12     | 1999/04    | Ej utgiven |  |
| Motocross Maniacs 2 •Crazy Bikers EU | september 14, 1999 (NA) september 10, 1999 (EU)                      | Nej                 | i.u.                                    | Nej            | Konami                              | Konami                                                 | 1999/09/14  | 1999/09/10 | Ej utgiven |  |
| Mr. Driller | augusti 2, 2000 (NA/EU) juni 29, 2000 (JP)                           | Nej                 | i.u.                                    | Nej            | Namco                               | Namco NA/JP Virgin Interactive EU                      | 2000/08/02  | 2000/08/02 | 2000/06/29 |  |
| Mr. Nutz | december 1999 (NA/EU)                                                | Nej                 | i.u.                                    | Nej            | Planet Interactive                  | Infogrames                                             | 1999/12     | 1999/12    | Ej utgiven |  |
| Ms. Pac-Man: Special Color Edition | januari 1999 (NA) 1999 (EU)                                          | Ja                  | i.u.                                    | Nej            | Namco                               | Namco NA Acclaim EU                                    | 1999/01     | 1999       | Ej utgiven |  |
| MTV Sports: Pure Ride | december 6, 2000 (NA/EU)                                             | Nej                 | i.u.                                    | Nej            | Visual Impact                       | THQ                                                    | 2000/12/06  | 2000/12/06 | Ej utgiven |  |
| MTV Sports: Skateboarding featuring Andy Macdonald | augusti 28, 2000 (NA) december 17, 2000 (EU)                         | Nej                 | i.u.                                    | Nej            | Yellowbelly Corporation             | THQ                                                    | 2000/08/28  | 2000/12/17 | Ej utgiven |  |
| MTV Sports: T.J. Lavin's Ultimate BMX | december 15, 2000 (NA) december 8, 2000 (EU)                         | Nej                 | i.u.                                    | Nej            | Handheld Games                      | THQ                                                    | 2000/12/15  | 2000/12/08 | Ej utgiven |  |
| The Mummy •Hamunaptra: Ushinawareta Sabaku no Miyako JP | december 15, 2000 (NA/EU) november 30, 2000 (JP)                     | Nej                 | i.u.                                    | Nej            | Konami                              | Konami                                                 | 2000/12/15  | 2000/12/15 | 2000/11/30 |  |
| The Mummy Returns | april 26, 2001 (NA) maj 18, 2001 (EU)                                | Nej                 | i.u.                                    | Nej            | Game Brains                         | Universal Interactive                                  | 2001/04/26  | 2001/05/18 | Ej utgiven |  |
| NASCAR 2000 | juli 2000 (NA)                                                       | Nej                 | i.u.                                    | Nej            | Software Creations                  | EA Sports                                              | 2000/07     | Ej utgiven | Ej utgiven |  |
| NASCAR Challenge | december 1999 (NA)                                                   | Nej                 | Rumble Pak                              | Nej            | Morning Star Interactive            | Hasbro Interactive                                     | 1999/12     | Ej utgiven | Ej utgiven |  |
| NASCAR Heat | december 2000 (NA)                                                   | Nej                 | i.u.                                    | Nej            | Game Titan                          | Hasbro Interactive                                     | 2000/12     | Ej utgiven | Ej utgiven |  |
| NASCAR Racers | december 2000 (NA)                                                   | Nej                 | i.u.                                    | Nej            | Digital Eclipse                     | Hasbro Interactive                                     | 2000/12     | Ej utgiven | Ej utgiven |  |
| The Nations: Land of Legends | februari 8, 2002 (EU)                                                | Nej                 | i.u.                                    | Nej            | Neon Software                       | JoWooD Entertainment AG                                | Ej utgiven  | 2002/02/08 | Ej utgiven |  |
| NBA 3 on 3 featuring Kobe Bryant | december 7, 1999 (NA)                                                | Ja                  | i.u.                                    | Nej            | Left Field Productions              | Nintendo                                               | 1999/12/07  | Ej utgiven | Ej utgiven |  |
| NBA Hoopz | februari 25, 2001 (NA)                                               | Nej                 | i.u.                                    | Nej            | Torus Games                         | Midway                                                 | 2001/02/25  | Ej utgiven | Ej utgiven |  |
| NBA in the Zone •NBA Pro '99 EU | maj 1999 (NA) juni 1999 (EU)                                         | Ja                  | i.u.                                    | Nej            | Konami                              | Konami                                                 | 1999/05     | 1999/06    | Ej utgiven |  |
| NBA in the Zone 2000 | april 27, 2000 (NA) september 29, 2000 (EU)                          | Nej                 | i.u.                                    | Nej            | Konami                              | Konami                                                 | 2000/04/27  | 2000/09/29 | Ej utgiven |  |
| NBA Jam '99 | april 1999 (NA) 1998 (EU)                                            | Ja                  | i.u.                                    | Nej            | Torus Games                         | Acclaim Sports                                         | 1999/04     | 1998       | Ej utgiven |  |
| NBA Jam 2001 | december 2000 (NA/EU)                                                | Nej                 | i.u.                                    | Nej            | dc Studios                          | Acclaim Sports                                         | 2000/12     | 2000/12    | Ej utgiven |  |
| NBA Showtime: NBA on NBC | januari 2000 (NA)                                                    | Nej                 | i.u.                                    | Nej            | Torus Games                         | Midway                                                 | 2000/01     | Ej utgiven | Ej utgiven |  |
| The New Addams Family Series | februari 8, 2002 (EU)                                                | Nej                 | i.u.                                    | Nej            | 7th Sense                           | Microids                                               | Ej utgiven  | 2002/02/08 | Ej utgiven |  |
| The New Adventures of Mary-Kate & Ashley | december 1999 (NA) november 16, 2001 (EU)                            | Ja                  | i.u.                                    | Nej            | Crawfish Interactive                | Club Acclaim                                           | 1999/12     | 2001/11/16 | Ej utgiven |  |
| NFL Blitz | december 1998 (NA/EU)                                                | Ja                  | i.u.                                    | Nej            | Digital Eclipse                     | Midway                                                 | 1998/12     | 1998/12    | Ej utgiven |  |
| NFL Blitz 2000 | december 8, 1999 (NA)                                                | Nej                 | i.u.                                    | Nej            | Digital Eclipse                     | Midway                                                 | 1999/12/08  | Ej utgiven | Ej utgiven |  |
| NFL Blitz 2001 | september 12, 2000 (NA)                                              | Nej                 | i.u.                                    | Nej            | Morning Star Multimedia             | Midway                                                 | 2000/09/12  | Ej utgiven | Ej utgiven |  |
| NHL 2000 | februari 2000 (NA) augusti 5, 1999 (EU)                              | Ja                  | i.u.                                    | Nej            | Tiertex                             | THQ NA EA Sports EU                                    | 2000/02     | 1999/08    | Ej utgiven |  |
| NHL Blades of Steel | juli 6, 1999 (NA)                                                    | Nej                 | i.u.                                    | Nej            | Climax Studios                      | Konami                                                 | 1999/07/06  | Ej utgiven | Ej utgiven |  |
| NHL Blades of Steel 2000 | april 21, 2000 (NA)                                                  | Nej                 | i.u.                                    | Nej            | Climax Studios                      | Konami                                                 | 2000/04/21  | Ej utgiven | Ej utgiven |  |
| Nicktoons Racing | december 7, 2000 (NA)                                                | Nej                 | i.u.                                    | Nej            | Pipe Dream Interactive              | Hasbro Interactive                                     | 2000/12/07  | Ej utgiven | Ej utgiven |  |
| No Fear Downhill Mountain Biking | 2001 (EU)                                                            | Nej                 | i.u.                                    | Nej            | Spellbound Interactive              | THQ                                                    | Ej utgiven  | 2001       | Ej utgiven |  |
| Noddy and the Birthday Party | december 31, 2000 (EU)                                               | Nej                 | i.u.                                    | Nej            | Tiertex Design Studios              | BBC Multimedia                                         | Ej utgiven  | 2000/12/31 | Ej utgiven |  |
| NSYNC: Get to the Show | december 12, 2001 (NA)                                               | Nej                 | i.u.                                    | Nej            | Stunt Puppy Entertainment           | Infogrames                                             | 2001/12/12  | Ej utgiven | Ej utgiven |  |
| NYR: New York Race | november 16, 2001 (EU)                                               | Nej                 | i.u.                                    | Nej            | Kalisto                             | Wanadoo                                                | Ej utgiven  | 2001/11/16 | Ej utgiven |  |
| Oide Rascal | april 25, 2001 (JP)                                                  | Nej                 | i.u.                                    | Nej            |                                     |                                                        | Ej utgiven  | Ej utgiven | 2001/04/25 |  |
| Oddworld Adventures 2 | januari 2000 (NA) juni 2000 (EU)                                     | Ja                  | i.u.                                    | Nej            | Saffire                             | GT Interactive NA Infogrames EU                        | 2000/01     | 2000/06    | Ej utgiven |  |
| O'Leary Manager 2000 •Barca Total 2000 SP •Co Adriaanse Football Manager NL •DSF Fußball Manager 2000 DE •Guy Roux Manager 2000 FR | september 15, 2000 (EU)                                              | Nej                 | i.u.                                    | Nej            | Live Media                          | Ubisoft                                                | Ej utgiven  | 2000/09/15 | Ej utgiven |  |
| Die Original Moorhuhn Jagd | januari 2000 (DE)                                                    | Nej                 | i.u.                                    | Nej            | Nival Interactive                   | Ravensburger Interactive                               | Ej utgiven  | 2000/01    | Ej utgiven |  |
| Pac-Man: Special Color Edition | augusti 5, 1999 (NA/EU)                                              | Ja                  | i.u.                                    | Nej            | Namco                               | Namco NA Acclaim EU                                    | 1999/08     | 1999/08    | Ej utgiven |  |
| Paperboy | 1999 (NA/EU)                                                         | Nej                 | i.u.                                    | Nej            | Digital Eclipse                     | Midway                                                 | 1999        | 1999       | Ej utgiven |  |
| Papyrus | 2000 (EU)                                                            | Nej                 | i.u.                                    | Nej            | Planet Interactive                  | Ubisoft                                                | Ej utgiven  | 2000       | Ej utgiven |  |
| Perfect Dark | augusti 28, 2000 (NA) augusti 1, 2000 (EU)                           | Nej                 | Rumble Pak                              | Nej            | Rare Ltd.                           | Nintendo                                               | 2000/08/28  | 2000/08/01 | Ej utgiven |  |
| Pitfall: Beyond the Jungle NA/EU •Pitfall GB JP | december 1998 (NA) 1999 (EU) maj 28, 1999 (JP)                       | Ja                  | i.u.                                    | Nej            | David A. Palmer Productions         | Crave Entertainment NA Interplay EU Pony Canyon JP     | 1998/12     | 1999       | 1999/05/28 |  |
| Planet of the Apes | december 6, 2001 (NA) november 23, 2001 (EU)                         | Nej                 | i.u.                                    | Nej            | Torus Games                         | Infogrames                                             | 2001/12/06  | 2001/11/23 | Ej utgiven |  |
| Player Manager 2001 | september 21, 2001 (EU)                                              | Nej                 | i.u.                                    | Nej            | G3 Interactive                      | THQ                                                    | Ej utgiven  | 2001/09/21 | Ej utgiven |  |
| Pocket Bomberman | 1998 (NA) 1999 (EU)                                                  | Ja                  | i.u.                                    | Nej            | Hudson Soft                         | Nintendo                                               | 1998        | 1999       | Ej utgiven |  |
| Pocket Bowling | oktober 23, 1998 (JP) augusti 15, 1999 (NA)                          | Ja                  | i.u.                                    | Nej            | Athena                              | Jaleco NA Athena JP                                    | 1999/08/15  | Ej utgiven | 1998/10/23 |  |
| Pocket Densha 2 | oktober 30, 1998 (JP)                                                | Ja                  | i.u.                                    | Nej            | Coconuts Japan                      | Coconuts Japan                                         | Ej utgiven  | Ej utgiven | 1998/10/30 |  |
| Pocket Music | februari 22, 2002 (EU)                                               | Nej                 | i.u.                                    | Nej            | Jester Interactive                  | Rage Software                                          | Ej utgiven  | 2002/02/22 | Ej utgiven |  |
| Pocket Racing •Pocket GT JP | 2000 (EU) oktober 15, 1999 (JP)                                      | Nej                 | i.u.                                    | Nej            | MTO                                 | Virgin Interactive                                     | Ej utgiven  | 2000       | 1999/10/15 |  |
| Pocket Soccer | mars 16, 2001 (EU)                                                   | Nej                 | i.u.                                    | Nej            | Game-Play Studios                   | Nintendo                                               | Ej utgiven  | 2001/03/16 | Ej utgiven |  |
| Pokémon Card GB2 | mars 28, 2001 (JP)                                                   | Nej                 | i.u.                                    | Nej            | Hudson                              | Nintendo                                               | Ej utgiven  | Ej utgiven | 2001/03/28 |  |
| Pokémon Crystal Version | juli 29, 2001 (NA) november 2, 2001 (EU) december 14, 2000 (JP)      | Nej                 | i.u.                                    | Nej            | Game Freak                          | Nintendo                                               | 2001/07/29  | 2001/11/02 | 2000/12/14 |  |
| Pokémon Guld | oktober 14, 2000 (NA) april 6, 2001 (EU) november 21, 1999 (JP)      | Ja                  | i.u.                                    | Ja             | Game Freak                          | Nintendo                                               | 2000/10/14  | 2001/04/06 | 1999/11/21 |  |
| Pokémon Pinball | juni 28, 1999 (NA) oktober 6, 2000 (EU) april 14, 1999 (JP)          | Ja                  | Rumble Pak                              | Nej            | Jupiter Corporation                 | Nintendo                                               | 1999/06/28  | 2000/10/06 | 1999/04/14 |  |
| Pokémon Puzzle Challenge •Pokémon de Panepon JP | september 1, 2000 (NA) juni 8, 2001 (EU) september 21, 2000 (JP)     | Nej                 | i.u.                                    | Nej            | Intelligent Systems                 | Nintendo                                               | 2000/09/01  | 2001/06/08 | 2001/09/21 |  |
| Pokémon Silver | oktober 14, 2000 (NA) april 6, 2001 (EU) november 21, 1999 (JP)      | Ja                  | i.u.                                    | Ja             | Game Freak                          | Nintendo                                               | 2000/10/14  | 2001/04/06 | 1999/11/21 |  |
| Pokémon Trading Card Game •Pokémon Card GB JP | april 10, 2000 (NA) december 8, 2000 (EU) december 18, 1998 (JP)     | Ja                  | i.u.                                    | Ja             | Hudson Soft                         | Nintendo                                               | 2000/04/10  | 2000/12/08 | 1998/12/18 |  |
| Polaris SnoCross •SnoCross EU | februari 2000 (NA) november 16, 2001 (EU)                            | Nej                 | Rumble Pak                              | Nej            | Vicarious Visions                   | Vatical Entertainment NA Wanadoo EU                    | 2000/02     | 2001/11/16 | Ej utgiven |  |
| Pong: The Next Level | december 1999 (NA) 2000 (EU)                                         | Nej                 | i.u.                                    | Nej            | Morning Star Multimedia             | Hasbro Interactive                                     | 1999/12     | 2000       | Ej utgiven |  |
| Pooh and Tigger's Hunny Safari | december 2001 (NA) februari 1, 2002 (EU)                             | Nej                 | i.u.                                    | Nej            | Digital Eclipse                     | Electronic Arts NA Ubisoft EU                          | 2001/12     | 2002/02/01 | Ej utgiven |  |
| Pop'n Music | mars 30, 2000 (JP)                                                   | Nej                 | i.u.                                    | Nej            | Konami                              | Konami                                                 | Ej utgiven  | Ej utgiven | 2000/03/30 |  |
| Pop'n Pop | 2001 (EU) februari 16, 2001 (JP)                                     | Nej                 | i.u.                                    | Nej            | ITL                                 | JVC EU Jorudan JP                                      | Ej utgiven  | 2001       | 2001/02/16 |  |
| Portal Runner | september 2001 (NA)                                                  | Nej                 | i.u.                                    | Nej            | Handheld Games                      | 3DO                                                    | 2001/09     | Ej utgiven | Ej utgiven |  |
| Power Quest | december 1998 (NA) juli 20, 1999 (EU)                                | Ja                  | i.u.                                    | Nej            | Japan System Supply                 | Sunsoft                                                | 1998/12     | 1999/07/20 | Ej utgiven |  |
| Power Rangers: Lightspeed Rescue | juni 2000 (NA) november 24, 2000 (EU)                                | Nej                 | i.u.                                    | Nej            | Natsume                             | THQ                                                    | 2000/06     | 2000/11/24 | Ej utgiven |  |
| Power Rangers: Time Force | april 15, 2001 (NA) november 23, 2001 (EU)                           | Nej                 | i.u.                                    | Nej            | Natsume                             | THQ                                                    | 2001/04/15  | 2001/11/23 | Ej utgiven |  |
| Power Spike Pro Beach Volleyball NA •Beach 'n Ball EU | december 22, 2000 (NA) maj 15, 2001 (EU)                             | Nej                 | i.u.                                    | Nej            | Spark Creative                      | Infogrames                                             | 2000/12/22  | 2001/05/15 | Ej utgiven |  |
| The Powerpuff Girls: Bad Mojo Jojo | november 14, 2000 (NA/EU)                                            | Nej                 | i.u.                                    | Nej            | Sennari Interactive                 | Bam! Entertainment                                     | 2000/11/14  | 2000/11/14 | Ej utgiven |  |
| The Powerpuff Girls: Battle Him | februari 27, 2001 (NA) juli 20, 2001 (EU)                            | Nej                 | i.u.                                    | Nej            | Sennari Interactive                 | Bam! Entertainment                                     | 2001/02/27  | 2001/07/20 | Ej utgiven |  |
| The Powerpuff Girls: Paint the Townsville Green | november 14, 2000 (NA/EU)                                            | Nej                 | i.u.                                    | Nej            | Sennari Interactive                 | Bam! Entertainment                                     | 2000/11/14  | 2000/11/14 | Ej utgiven |  |
| Poyon no Dungeon Room | februari 26, 1999 (JP)                                               | Ja                  | i.u.                                    | Nej            | Birthday                            | Hudson Soft                                            | Ej utgiven  | Ej utgiven | 1999/02/26 |  |
| Poyon no Dungeon Room 2 | juni 2, 2000 (JP)                                                    | Nej                 | i.u.                                    | Nej            | Birthday                            | Hudson Soft                                            | Ej utgiven  | Ej utgiven | 2000/06/02 |  |
| Prince Naseem Boxing | augusti 3, 2001 (EU)                                                 | Nej                 | i.u.                                    | Nej            | Virtucraft                          | THQ                                                    | Ej utgiven  | 2001/08/03 | Ej utgiven |  |
| Prince of Persia | juli 20, 1999 (NA/EU)                                                | Ja                  | i.u.                                    | Nej            | Magnin & Associates                 | Red Orb Entertainment                                  | 1999/07/20  | 1999/07/20 | Ej utgiven |  |
| Pro Darts | februari 7, 2002 (NA)                                                | Nej                 | i.u.                                    | Nej            | Vicarious Visions                   | Vatical Entertainment                                  | 2002/02/07  | Ej utgiven | Ej utgiven |  |
| Pro Pool | september 12, 2000 (NA/EU)                                           | Nej                 | i.u.                                    | Okänt          | Blade Interactive                   | Codemasters                                            | 2000/09/12  | 2000/09/12 | Ej utgiven |  |
| Project S-11 | december 11, 2000 (NA)                                               | Nej                 | i.u.                                    | Nej            | Paragon 5                           | Sunsoft                                                | 2000/12/11  | Ej utgiven | Ej utgiven |  |
| Puchi Carat | december 8, 2000 (EU) april 23, 1999 (JP)                            | Ja                  | i.u.                                    | Nej            | ITL                                 | Event Evolution Entertainment EU Taito JP              | Ej utgiven  | 2000/12/08 | 1999/04/23 |  |
| Puyo Puyo SUN | november 27, 1998 (JP)                                               | Ja                  | i.u.                                    | Nej            | Compile                             | Compile                                                | Ej utgiven  | Ej utgiven | 1998/11/27 |  |
| Puyo Puyo~n | september 22, 2000 (JP)                                              | Nej                 | i.u.                                    | Nej            | Compile                             | Compile                                                | Ej utgiven  | Ej utgiven | 2000/09/22 |  |
| Puzzle Master | december 1999 (NA)                                                   | Ja                  | i.u.                                    | Nej            | Metro3D                             | Metro3D                                                | 1999/12     | Ej utgiven | Ej utgiven |  |
| Puzzled | mars 9, 2001 (NA/EU)                                                 | Nej                 | i.u.                                    | Nej            | Elo Interactive                     | Conspiracy Entertainment NA Swing! Entertainment AG EU | 2001/03/09  | 2001/03/09 | Ej utgiven |  |
| Q-Bert | september 25, 2000 (NA)                                              | Nej                 | i.u.                                    | Nej            | Dream Interactive                   | Hasbro Interactive                                     | 2000/09/25  | Ej utgiven | Ej utgiven |  |
| Qix Adventure | december 15, 2000 (EU) oktober 22, 1999 (JP)                         | Nej                 | i.u.                                    | Nej            | Taito                               | Event Evolution Entertainment EU Taito JP              | Ej utgiven  | 2000/12/15 | 1999/10/22 |  |
| Quest: Brian's Journey NA •Elemental Tale - Jack no Daibouken: Daimaou no Gyakushuu JP | januari 23, 2000 (NA) januari 15, 2000 (JP)                          | Ja                  | i.u.                                    | Nej            | Atelier Double                      | Sunsoft NA Imagineer JP                                | 2000/01/23  | Ej utgiven | 2000/01/15 |  |
| Quest: Fantasy Challenge NA •Holy Magic Century EU | april 1999 (NA/EU)                                                   | Ja                  | i.u.                                    | Nej            | Imagineer                           | Sunsoft NA Virgin Games EU                             | 1999/04     | 1999/04    | Ej utgiven |  |
| Quest for Camelot | december 1998 (NA) 1999 (EU)                                         | Ja                  | i.u.                                    | Nej            | Titus                               | Nintendo                                               | 1998/12     | 1999       | Ej utgiven |  |
| Qui Qui | mars 26, 1999 (JP)                                                   | Ja                  | i.u.                                    | Nej            | Magical Company (Mahou)             | Magical Company (Mahou)                                | Ej utgiven  | Ej utgiven | 1999/03/26 |  |
| R-Type DX | juni 1999 (NA) juli 20, 1999 (EU) november 22, 1999 (JP)             | Ja                  | i.u.                                    | Nej            | Bits Studios                        | Nintendo NA/EU Epoch JP                                | 1999/06     | 1999/07/20 | 1999/11/22 |  |
| Rainbow Six | april 3, 2000 (NA/EU)                                                | Nej                 | i.u.                                    | Nej            | Crawfish Interactive                | Red Storm Entertainment                                | 2000/04/03  | 2000/04/03 | Ej utgiven |  |
| Rainbow Islands | 2001 (EU)                                                            | Nej                 | i.u.                                    | Nej            | Taito                               | TDK Mediactive                                         | Ej utgiven  | 2001       | Ej utgiven |  |
| Rampage: World Tour | december 1998 (NA/EU)                                                | Ja                  | i.u.                                    | Nej            | Digital Eclipse                     | Midway                                                 | 1998/12     | 1998/12    | Ej utgiven |  |
| Rampage 2: Universal Tour | november 1999 (NA/EU)                                                | Nej                 | i.u.                                    | Nej            | Digital Eclipse                     | Midway                                                 | 1999/11     | 1999/11    | Ej utgiven |  |
| Rampart | november 17, 1999 (NA)                                               | Nej                 | i.u.                                    | Nej            | Digital Eclipse                     | Midway                                                 | 1999/11/17  | Ej utgiven | Ej utgiven |  |
| Rats! NA •Reservoir Rat EU | december 1998 (NA) 1999 (EU)                                         | Ja                  | i.u.                                    | Nej            | Tarantula Studios                   | Take 2 Interactive                                     | 1998/12     | 1999       | Ej utgiven |  |
| Rayman •Rayman: Mister Dark no Wana JP | mars 29, 2000 (NA) juli 24, 2000 (EU) mars 24, 2000 (JP)             | Nej                 | i.u.                                    | Ja             | Ubisoft                             | Ubisoft                                                | 2000/03/29  | 2000/07/24 | 2000/03/24 |  |
| Rayman 2: The Great Escape •Rayman 2 Forever EU | januari 1, 2002 (NA) december 14, 2001 (EU)                          | Nej                 | i.u.                                    | Nej            | Ubisoft                             | Ubisoft                                                | 2002/01/01  | 2001/12/14 | Ej utgiven |  |
| Razor Freestyle Scooter •Freestyle Scooter EU | juni 12, 2001 (NA) juni 15, 2001 (EU)                                | Nej                 | i.u.                                    | Nej            | Crawfish Interactive                | Crave Entertainment                                    | 2001/06/12  | 2001/06/15 | Ej utgiven |  |
| Ready 2 Rumble Boxing | december 1999 (NA/EU)                                                | Nej                 | i.u.                                    | Nej            | Crawfish Interactive                | Midway                                                 | 1999/12     | 1999/12    | Ej utgiven |  |
| Resident Evil Gaiden •BioHazard Gaiden JP | juni 3, 2002 (NA) december 14, 2001 (EU) mars 29, 2002 (JP)          | Nej                 | i.u.                                    | Nej            | M4 Limited                          | Capcom NA/JP Virgin Games EU                           | 2002/06/03  | 2001/12/14 | 2002/03/29 |  |
| Return of the Ninja | juni 2001 (NA) mars 30, 2001 (EU)                                    | Nej                 | i.u.                                    | Nej            | Act Japan                           | Natsume NA Ubisoft EU                                  | 2001/06     | 2001/03/30 | Ej utgiven |  |
| Revelations: The Demon Slayer •Megami Tensei Gaiden: Last Bible JP | augusti 5, 1999 (NA) mars 19, 1999 (JP)                              | Ja                  | i.u.                                    | Nej            | Multimedia Intelligence Transfer    | Atlus                                                  | 1999/08     | Ej utgiven | 1999/03/19 |  |
| Rhino Rumble | mars 29, 2002 (NA) 2000 (EU)                                         | Nej                 | i.u.                                    | Nej            | Formula                             | Telegames                                              | 2002/03/29  | 2000       | Ej utgiven |  |
| Rip-Tide Racer | juli 2000 (EU)                                                       | Ja                  | i.u.                                    | Nej            | Cryo Interactive                    | Cryo Interactive                                       | Ej utgiven  | 2000/07    | Ej utgiven |  |
| Road Champs: BXS Stunt Biking | december 5, 2000 (NA) februari 23, 2001 (EU)                         | Nej                 | i.u.                                    | Nej            | HotGen                              | Activision                                             | 2000/12/05  | 2001/02/23 | Ej utgiven |  |
| Road Rash | november 29, 2000 (NA) december 15, 2000 (EU)                        | Nej                 | i.u.                                    | Nej            | 3d6 Games                           | Electronic Arts                                        | 2000/11/29  | 2000/12/15 | Ej utgiven |  |
| Roadsters '98 | 1998 (NA)                                                            | Ja                  | i.u.                                    | Nej            | Genetic Fantasia                    | Titus                                                  | 1998        | Ej utgiven | Ej utgiven |  |
| Roadsters Trophy •Roadsters '99 EU | januari 2000 (NA)                                                    | Ja                  | i.u.                                    | Nej            | Titus Software                      | Titus Software                                         | 2000/01     | Ej utgiven | Ej utgiven |  |
| Robin Hood | mars 30, 2001 (EU)                                                   | Nej                 | i.u.                                    | Nej            | Planet Interactive                  | Electronic Arts                                        | Ej utgiven  | 2001/03/30 | Ej utgiven |  |
| RoboCop | 2003 (NA/EU)                                                         | Nej                 | i.u.                                    | Nej            | Mirage Interactive                  | Titus                                                  | 2003        | 2003       | Ej utgiven |  |
| Robopon: Sun Version •Robot Ponkottsu: Sun Version JP | december 14, 2000 (NA) december 4, 1998 (JP)                         | Ja                  | Infrared Receiver                       | Nej            | Will Co., Ltd.                      | Atlus NA Hudson Soft JP                                | 2000/12/14  | Ej utgiven | 1998/12/04 |  |
| Robot Wars: Metal Mayhem | december 7, 2000 (EU)                                                | Nej                 | i.u.                                    | Nej            | Tiertex Design Studios              | BBC Multimedia                                         | Ej utgiven  | 2000/12/07 | Ej utgiven |  |
| Rocket Power: Gettin' Air | mars 27, 2001 (NA) maj 4, 2001 (EU)                                  | Nej                 | i.u.                                    | Nej            | Tiertex                             | THQ                                                    | 2001/03/27  | 2001/05/04 | Ej utgiven |  |
| Rocky Mountain Trophy Hunter | september 6, 2000 (NA)                                               | Nej                 | i.u.                                    | Nej            | Xantera                             | WizardWorks                                            | 2000/09/06  | Ej utgiven | Ej utgiven |  |
| Roland Garros French Open | juni 9, 2000 (EU)                                                    | Nej                 | i.u.                                    | Nej            | Visual Impact                       | Cryo Interactive                                       | Ej utgiven  | 2000/06/09 | Ej utgiven |  |
| Ronaldo V-Soccer •Ronaldo V-Football EU | juni 2001 (NA/EU)                                                    | Ja                  | i.u.                                    | Nej            | Bit Managers                        | Infogrames                                             | 2001/06     | 2001/06    | Ej utgiven |  |
| Roswell Conspiracies: Aliens, Myths & Legends | maj 28, 2001 (NA/EU)                                                 | Nej                 | i.u.                                    | Nej            | Crawfish Interactive                | Red Storm Entertainment                                | 2001/05/28  | 2001/05/28 | Ej utgiven |  |
| Rox | 2000 (NA) mars 9, 2001 (EU)                                          | Ja                  | i.u.                                    | Nej            | Altron                              | Titus Software                                         | 2000        | 2001/03/09 | Ej utgiven |  |
| Rugrats: Time Travelers | november 1999 (NA) april 2000 (EU)                                   | Ja                  | i.u.                                    | Nej            | Software Creations                  | THQ                                                    | 1999/11     | 2000/04    | Ej utgiven |  |
| Rugrats: Totally Angelica | maj 5, 2000 (NA) september 8, 2000 (EU)                              | Nej                 | i.u.                                    | Nej            | Tiertex                             | THQ                                                    | 2000/05/05  | 2000/09/08 | Ej utgiven |  |
| Rugrats in Paris: The Movie | november 15, 2000 (NA) mars 30, 2001 (EU)                            | Nej                 | i.u.                                    | Nej            | Software Creations                  | THQ                                                    | 2000/11/15  | 2001/03/30 | Ej utgiven |  |
| The Rugrats Movie | februari 28, 1999 (NA) 1999 (EU)                                     | Ja                  | i.u.                                    | Nej            | Software Creations                  | THQ                                                    | 1999/02/28  | 1999       | Ej utgiven |  |
| Sabrina the Animated Series: Spooked! | november 6, 2001 (NA) november 16, 2001 (EU)                         | Nej                 | i.u.                                    | Nej            | WayForward                          | Simon & Schuster                                       | 2001/11/06  | 2001/11/16 | Ej utgiven |  |
| Sabrina the Animated Series: Zapped! | november 2000 (NA) november 17, 2000 (EU)                            | Nej                 | i.u.                                    | Nej            | WayForward                          | Simon & Schuster                                       | 2000/11     | 2000/11/17 | Ej utgiven |  |
| San Francisco Rush 2049 | september 7, 2000 (NA) december 1, 2000 (EU)                         | Nej                 | i.u.                                    | Nej            | Handheld Games                      | Midway                                                 | 2000/09/07  | 2000/12/01 | Ej utgiven |  |
| Santa Claus Junior | november 30, 2001 (EU)                                               | Nej                 | i.u.                                    | Nej            | Neon Studios                        | JoWooD Entertainment AG                                | Ej utgiven  | 2001/11/30 | Ej utgiven |  |
| Scrabble | november 30, 2001 (EU)                                               | Nej                 | i.u.                                    | Nej            | Runecraft                           | Ubisoft                                                | Ej utgiven  | 2001/11/30 | Ej utgiven |  |
| Scooby Doo!: Classic Creep Capers | februari 20, 2001 (NA) mars 30, 2001 (EU)                            | Nej                 | i.u.                                    | Nej            | Software Creations                  | THQ                                                    | 2001/02/20  | 2001/03/30 | Ej utgiven |  |
| Sesame Street: Elmo's 123s | mars 1999 (NA) april 6, 2001 (EU)                                    | Ja                  | i.u.                                    | Nej            | Bonsai Entertainment Corporation    | NewKidCo NA Ubisoft EU                                 | 1999/03     | 2001/04/06 | Ej utgiven |  |
| Sesame Street: Elmo's ABCs | mars 1999 (NA) april 6, 2001 (EU)                                    | Ja                  | i.u.                                    | Nej            | Bonsai Entertainment Corporation    | NewKidCo NA Ubisoft EU                                 | 1999/03     | 2001/04/06 | Ej utgiven |  |
| Sesame Street: The Adventures of Elmo in Grouchland | oktober 1999 (NA) november 2000 (EU)                                 | Ja                  | i.u.                                    | Nej            | Bonsai Entertainment Corporation    | NewKidCo NA Ubisoft EU                                 | 1999/10     | 2000/11    | Ej utgiven |  |
| Sesame Street Sports | november 15, 2001 (NA) december 13, 2001 (EU)                        | Nej                 | i.u.                                    | Nej            | Bonsai Entertainment Corporation    | NewKidCo NA Ubisoft EU                                 | 2001/11/15  | 2001/12/13 | Ej utgiven |  |
| Sgt. Rock: On the Frontline | december 17, 2000 (NA)                                               | Nej                 | i.u.                                    | Nej            | Altron                              | Bam! Entertainment                                     | 2000/12/17  | Ej utgiven | Ej utgiven |  |
| Shadowgate Classic •Shadowgate Returns JP | januari 1999 (NA) 1999 (EU) augusti 13, 1999 (JP)                    | Ja                  | i.u.                                    | Nej            | Infinite Ventures                   | Nintendo NA/EU Kemco JP                                | 1999/01     | 1999       | 1999/08/13 |  |
| Shamus | mars 2000 (NA) oktober 2000 (EU)                                     | Ja                  | i.u.                                    | Nej            | Junglevision Software               | Vatical Entertainment NA Telegames EU                  | 2000/03     | 2000/10    | Ej utgiven |  |
| Shanghai Pocket | december 1998 (NA/EU)                                                | Ja                  | i.u.                                    | Nej            | Sunsoft                             | Sunsoft                                                | 1998/12     | 1998/12    | Ej utgiven |  |
| Shantae | juni 2, 2002 (NA)                                                    | Nej                 | GBA Special Features                    | Ja             | WayForward                          | Capcom                                                 | 2002/06/02  | Ej utgiven | Ej utgiven |  |
| Shaun Palmer's Pro Snowboarder | november 2001 (NA) 2001 (AU)                                         | Nej                 | i.u.                                    | Nej            | I.T.L.                              | Activision                                             | 2001/11     | Ej utgiven | Ej utgiven |  |
| Shrek: Fairy Tale Freakdown | maj 29, 2001 (NA/EU)                                                 | Nej                 | i.u.                                    | Nej            | Prolific                            | TDK Mediactive                                         | 2001/05/29  | 2001/05/29 | Ej utgiven |  |
| The Simpsons: Night of the Living Treehouse of Horror | mars 26, 2001 (NA) april 20, 2001 (EU)                               | Nej                 | i.u.                                    | Nej            | Software Creations                  | THQ                                                    | 2001/03/26  | 2001/04/20 | Ej utgiven |  |
| Smurfs' Nightmare, The NA •Die Schlumpfe: Im Alptraumland EU | februari 28, 1999 (NA) 1999 (EU)                                     | Nej                 | i.u.                                    | Nej            | Bit Managers                        | Infogrames                                             | 1999/02/28  | 1999       | Ej utgiven |  |
| Snoopy Tennis | april 6, 2001 (NA) oktober 26, 2001 (EU) juni 20, 2001 (JP)          | Nej                 | i.u.                                    | Nej            | Mermaid Studios                     | Infogrames                                             | 2001/04/06  | 2001/10/26 | 2001/06/20 |  |
| Snow White and the Seven Dwarfs | juni 15, 2001 (NA) juni 16, 2001 (EU)                                | Nej                 | i.u.                                    | Nej            | Planet Interactive                  | Ubisoft                                                | 2001/06/15  | 2001/06/16 | Ej utgiven |  |
| Soccer Manager | juli 7, 2000 (EU)                                                    | Nej                 | i.u.                                    | Nej            | Broadsword Interactive              | Acclaim                                                | Ej utgiven  | 2000/07/07 | Ej utgiven |  |
| Space Invaders •Space Invaders X JP | oktober 27, 1999 (NA/EU) september 29, 2000 (JP)                     | Ja                  | i.u.                                    | Nej            | Crawfish Interactive                | Activision NA/EU Taito JP                              | 1999/10/27  | 1999/10/27 | 2000/09/29 |  |
| Space Marauder •Burai Fighter Color JP | augusti 28, 2000 (NA) juli 23, 1999 (JP)                             | Nej                 | i.u.                                    | Nej            | KID                                 | Agetec NA KID JP                                       | 2000/08/28  | Ej utgiven | 1999/07/23 |  |
| Space Station Silicon Valley | juli 1999 (EU)                                                       | Ja                  | i.u.                                    | Nej            | Tarantula Studios                   | Take-Two Interactive                                   | Ej utgiven  | 1999/07    | Ej utgiven |  |
| Spawn | september 15, 1999 (NA)                                              | Nej                 | i.u.                                    | Nej            | Konami                              | Konami                                                 | 1999/09/15  | Ej utgiven | Ej utgiven |  |
| Speedy Gonzales: Aztec Adventure | december 26, 1999 (NA) februari 2000 (EU)                            | Ja                  | i.u.                                    | Nej            | Sunsoft                             | Sunsoft                                                | 1999/12/26  | 2000/02    | Ej utgiven |  |
| Spider-Man | augusti 6, 2025 (NA) september 15, 2000 (EU) april 27, 2001 (JP)     | Nej                 | i.u.                                    | Nej            | Vicarious Visions                   | Activision NA/EU Success JP                            | 2000/08     | 2000/09/15 | 2001/04/27 |  |
| Spider-Man 2: The Sinister Six •Spider-Man 2: Enter the Sinister Six EU | maj 30, 2001 (NA) juni 15, 2001 (EU)                                 | Nej                 | i.u.                                    | Nej            | Torus Games                         | Activision                                             | 2001/05/30  | 2001/06/15 | Ej utgiven |  |
| Spirou: The Robot Invasion | 2000 (EU)                                                            | Nej                 | i.u.                                    | Nej            | Planet Interactive                  | Ubisoft                                                | Ej utgiven  | 2000       | Ej utgiven |  |
| SpongeBob SquarePants: Legend of the Lost Spatula | mars 14, 2001 (NA) maj 4, 2001 (EU)                                  | Nej                 | i.u.                                    | Nej            | Vicarious Visions                   | THQ                                                    | 2001/03/14  | 2001/05/04 | Ej utgiven |  |
| Spy vs. Spy | juni 1999 (NA/EU) juli 23, 1999 (JP)                                 | Nej                 | i.u.                                    | Nej            | Kemco                               | Vatical Entertainment NA Kemco EU/JP                   | 1999/06     | 1999/06    | 1999/07/23 |  |
| Star Ocean: Blue Sphere | juni 28, 2001 (JP)                                                   | Ja                  | i.u.                                    | Nej            | tri-Ace                             | Enix                                                   | Ej utgiven  | Ej utgiven | 2001/06/28 |  |
| Star Wars: Yoda Stories | december 1999 (NA/EU)                                                | Ja                  | i.u.                                    | Nej            | Torus Games                         | THQ                                                    | 1999/12     | 1999/12    | Ej utgiven |  |
| Star Wars Episode I: Obi-Wan's Adventures | november 27, 2000 (NA) december 8, 2000 (EU)                         | Nej                 | i.u.                                    | Nej            | HotGen                              | THQ                                                    | 2000/11/27  | 2000/12/08 | Ej utgiven |  |
| Star Wars Episode I: Racer | december 6, 1999 (NA/EU)                                             | Nej                 | Rumble Pak                              | Nej            | Pax Softonica                       | Nintendo                                               | 1999/12/06  | 1999/12/06 | Ej utgiven |  |
| Street Fighter Alpha: Warriors' Dreams | mars 2000 (NA) 1999 (EU) mars 30, 2001 (JP)                          | Nej                 | i.u.                                    | Nej            | Crawfish Interactive                | Capcom NA/JP Virgin Interactive EU                     | 2000/03     | 1999       | 2001/03/30 |  |
| Stuart Little: The Journey Home | augusti 24, 2001 (NA) september 7, 2001 (EU)                         | Nej                 | i.u.                                    | Nej            | Tiertex                             | Activision                                             | 2001/08/24  | 2001/09/07 | Ej utgiven |  |
| Super Black Bass: Real Fight | december 10, 1999 (JP)                                               | Nej                 | Rumble Pak                              | Nej            | HOT·B                               | Starfish Inc.                                          | Ej utgiven  | Ej utgiven | 1999/12/10 |  |
| Super Breakout | december 1998 (NA) 1999 (EU)                                         | Ja                  | i.u.                                    | Nej            | Morning Star Multimedia             | Majesco                                                | 1998/12     | 1999       | Ej utgiven |  |
| Super Mario Bros. Deluxe | april 30, 1999 (NA) juli 1, 1999 (EU) mars 1, 2000 (JP)              | Nej                 | i.u.                                    | Nej            | Nintendo                            | Nintendo                                               | 1999/04/30  | 1999       | 2000/03/01 |  |
| Super Real Fishing | oktober 8, 1999 (JP)                                                 | Nej                 | Rumble Pak                              | Nej            | Bottom Up                           | Bottom Up                                              | Ej utgiven  | Ej utgiven | 1999/10/08 |  |
| Super Robot Wars – Link Battler | oktober 1, 1999 (JP)                                                 | Ja                  | i.u.                                    | Nej            | Amble                               | Banpresto                                              | Ej utgiven  | Ej utgiven | 1999/10/01 |  |
| Supercross Freestyle | 2000 (EU)                                                            | Nej                 | i.u.                                    | Nej            | Velez & Dubail                      | Infogrames                                             | Ej utgiven  | Ej utgiven | 2000       |  |
| Survival Kids | oktober 1999 (NA) december 10, 1999 (EU) juni 17, 1999 (JP)          | Ja                  | i.u.                                    | Nej            | Konami                              | Konami                                                 | 1999/10     | 1999/12/10 | 1999/06/17 |  |
| Survival Kids 2 | juli 19, 2000 (JP)                                                   | Ja                  | i.u.                                    | Nej            | Konami                              | Konami                                                 | Ej utgiven  | Ej utgiven | 2000/07/19 |  |
| Suske en Wiske: De Tijdtemmers | 2001 (EU)                                                            | Nej                 | i.u.                                    | Nej            | Engine Software                     | Infogrames                                             | Ej utgiven  | 2001       | Ej utgiven |  |
| Suzuki Alstare Extreme Racing | 1999 (EU)                                                            | Nej                 | i.u.                                    | Nej            | Visual Impact                       | Ubisoft                                                | Ej utgiven  | 1999       | Ej utgiven |  |
| SWiV | mars 16, 2001 (EU)                                                   | Nej                 | i.u.                                    | Nej            | TCC                                 | SCi                                                    | Ej utgiven  | 2001/03/16 | Ej utgiven |  |
| Tarzan | juni 24, 1999 (NA/EU) mars 24, 2000 (JP)                             | Nej                 | i.u.                                    | Nej            | Digital Eclipse                     | Activision NA/EU Syscom JP                             | 1999/06/24  | 1999/06/24 | 2000/03/24 |  |
| Tasmanian Devil: Munching Madness | november 1999 (NA/EU)                                                | Ja                  | i.u.                                    | Nej            | M4 Limited                          | Sunsoft                                                | 1999/11     | 1999/11    | Ej utgiven |  |
| Taxi 2 | juni 2000 (FR)                                                       | Nej                 | i.u.                                    | Nej            | Visual Impact                       | Ubisoft                                                | Ej utgiven  | 2000/06    | Ej utgiven |  |
| Taxi 3 | 2002 (FR)                                                            | Nej                 | i.u.                                    | Nej            | Visual Impact                       | Ubisoft                                                | Ej utgiven  | 2002       | Ej utgiven |  |
| Tech Deck Skateboarding | mars 25, 2001 (NA) april 6, 2001 (EU)                                | Nej                 | i.u.                                    | Nej            | Handheld Games                      | Activision                                             | 2001/03/25  | 2001/04/06 | Ej utgiven |  |
| Test Drive 6 | november 16, 1999 (NA) juli 2000 (EU)                                | Ja                  | i.u.                                    | Nej            | Xantera                             | Infogrames NA Cryo Interactive EU                      | 1999/11/16  | 2000/07    | Ej utgiven |  |
| Test Drive 2001 | december 5, 2000 (NA)                                                | Nej                 | i.u.                                    | Nej            | Xantera                             | Infogrames                                             | 2000/12/05  | Ej utgiven | Ej utgiven |  |
| Test Drive Cycles | augusti 6, 2025 (NA)                                                 | Nej                 | i.u.                                    | Nej            | Xantera                             | Infogrames                                             | 2000/08     | Ej utgiven | Ej utgiven |  |
| Test Drive Le Mans •Le Mans 24 Hours EU | juni 2, 2000 (NA/EU)                                                 | Nej                 | i.u.                                    | Nej            | Velez & Dubail                      | Infogrames                                             | 2000/06/02  | 2000/06/02 | Ej utgiven |  |
| Test Drive Off-Road 3 •4x4 World Trophy EU | november 1999 (NA) april 19, 2000 (EU)                               | Ja                  | Rumble Pak                              | Nej            | Xantera                             | Infogrames                                             | 1999/11     | 2000/04/19 | Ej utgiven |  |
| Tetris DX | oktober 21, 1998 (JP) november 18, 1998 (NA) juli 1, 1999 (EU)       | Ja                  | i.u.                                    | Nej            | Nintendo                            | Nintendo                                               | 1998/11/18  | 1999/07/01 | Ej utgiven |  |
| Thomas the Tank Engine & Friends | 2001 (JP)                                                            | Nej                 | i.u.                                    | Nej            | Tamsoft                             | Tamsoft                                                | Ej utgiven  | Ej utgiven | 2001       |  |
| Three Lions •Golden Goal DE •Pro Foot FR | 1999 (EU)                                                            | Ja                  | i.u.                                    | Nej            | Tarantula Studios                   | Take 2 Interactive                                     | Ej utgiven  | 1999       | Ej utgiven |  |
| Thunderbirds | december 1, 2000 (EU)                                                | Nej                 | i.u.                                    | Nej            | Pukka Games                         | SCi                                                    | Ej utgiven  | 2000/12/01 | Ej utgiven |  |
| Tiger Woods PGA Tour 2000 | januari 2000 (NA) 1999 (EU)                                          | Ja                  | i.u.                                    | Nej            | Xantera                             | THQ NA EA Sports EU                                    | 2000/01     | 1999       | Ej utgiven |  |
| Solens tempel (datorspel) | september 8, 2000 (EU)                                               | Nej                 | i.u.                                    | Nej            | Bit Managers                        | Infogrames                                             | Ej utgiven  | 2000/09/08 | Ej utgiven |  |
| Tintin in Tibet | december 3, 2001 (EU)                                                | Nej                 | i.u.                                    | Nej            | Bit Managers                        | Infogrames                                             | Ej utgiven  | 2001/12/03 | Ej utgiven |  |
| Tiny Toon Adventures: Buster Saves the Day | juli 29, 2001 (NA) juni 29, 2001 (EU)                                | Nej                 | i.u.                                    | Nej            | Warthog                             | Conspiracy Entertainment                               | 2001/07/29  | 2001/06/29 | Ej utgiven |  |
| Tiny Toon Adventures: Dizzy's Candy Quest | november 2, 2001 (EU)                                                | Nej                 | i.u.                                    | Nej            | Formula                             | Conspiracy Entertainment                               | Ej utgiven  | 2001/11/02 | Ej utgiven |  |
| Titus the Fox | november 2000 (NA) september 22, 2000 (EU)                           | Ja                  | i.u.                                    | Nej            | Aqua Pacific                        | Titus NA Virgin Games EU                               | 2000/11     | 2000/09/22 | Ej utgiven |  |
| TNN Outdoors Fishing Champ •Super Black Bass Pocket 3 JP | december 1999 (NA) november 27, 1998 (JP)                            | Ja                  | i.u.                                    | Nej            | Starfish                            | ASC Games NA Starfish JP                               | 1999/12     | Ej utgiven | 1998/11/27 |  |
| TOCA Touring Car Championship | november 14, 2001 (NA) november 24, 2001 (EU)                        | Nej                 | i.u.                                    | Nej            | Spellbound Interactive              | THQ                                                    | 2001/11/14  | 2001/11/24 | Ej utgiven |  |
| Toki Tori | september 12, 2001 (NA) mars 1, 2002 (EU)                            | Nej                 | i.u.                                    | Ja             | Two Tribes Interactive              | Capcom                                                 | 2001/09/12  | 2002/03/01 | Ej utgiven |  |
| Tom and Jerry | september 27, 1999 (NA) juli 6, 2000 (EU)                            | Nej                 | i.u.                                    | Nej            | Morning Star Multimedia             | Majesco                                                | 1999/09/27  | 2000/07/06 | Ej utgiven |  |
| Tom and Jerry: Mouse Hunt | mars 14, 2001 (NA) december 15, 2000 (EU)                            | Nej                 | i.u.                                    | Nej            | Conspiracy Entertainment            | Conspiracy Entertainment NA Virgin Games EU            | 2001/03/14  | 2000/12/15 | Ej utgiven |  |
| Tom and Jerry in Mouse Attacks! | december 8, 2000 (NA/EU)                                             | Nej                 | i.u.                                    | Nej            | Warthog                             | NewKidCo NA Ubisoft EU                                 | 2000/12/08  | 2000/12/08 | Ej utgiven |  |
| Tomb Raider | juni 8, 2000 (NA) juli 8, 2000 (EU)                                  | Nej                 | i.u.                                    | Nej            | Core Design                         | Eidos Interactive NA THQ EU                            | 2000/06/08  | 2000/07/08 | Ej utgiven |  |
| Tomb Raider: Curse of the Sword | juni 1, 2001 (NA) augusti 17, 2001 (EU)                              | Nej                 | i.u.                                    | Nej            | Core Design                         | Activision                                             | 2001/06/01  | 2001/08/17 | Ej utgiven |  |
| Tonic Trouble | 2000 (EU)                                                            | Nej                 | i.u.                                    | Nej            | RFX Interactive                     | Ubisoft                                                | Ej utgiven  | 2000       | Ej utgiven |  |
| Tonka Construction Site | maj 30, 2002 (NA)                                                    | Nej                 | i.u.                                    | Nej            | Sunset Entertainment                | TDK Mediactive                                         | 2002/05/30  | Ej utgiven | Ej utgiven |  |
| Tonka Raceway | december 1999 (NA/EU)                                                | Nej                 | Rumble Pak                              | Nej            | Morning Star Multimedia             | Hasbro Interactive                                     | 1999/12     | 1999/12    | Ej utgiven |  |
| Tony Hawk's Pro Skater NA •Tony Hawk's Skateboarding EU | mars 2000 (NA/EU)                                                    | Nej                 | i.u.                                    | Nej            | Natsume                             | Activision                                             | 2000/03     | 2000/03    | Ej utgiven |  |
| Tony Hawk's Pro Skater 2 | november 7, 2000 (NA) november 17, 2000 (EU)                         | Nej                 | i.u.                                    | Nej            | Natsume                             | Activision                                             | 2000/11/07  | 2000/11/17 | Ej utgiven |  |
| Tony Hawk's Pro Skater 3 | november 15, 2001 (NA) november 23, 2001 (EU)                        | Nej                 | i.u.                                    | Nej            | HotGen                              | Activision                                             | 2001/11/15  | 2001/11/23 | Ej utgiven |  |
| Toobin' | maj 18, 2000 (NA)                                                    | Nej                 | i.u.                                    | Nej            | Digital Eclipse                     | Midway                                                 | 2000/05/18  | Ej utgiven | Ej utgiven |  |
| Toonsylvania | juni 2000 (NA/EU)                                                    | Nej                 | i.u.                                    | Nej            | RFX Interactive                     | Ubisoft                                                | 2000/06     | 2000/06    | Ej utgiven |  |
| Tootuff | juni 15, 2001 (EU)                                                   | Nej                 | i.u.                                    | Nej            | Planet Interactive                  | Infogrames                                             | Ej utgiven  | 2001/06/15 | Ej utgiven |  |
| Top Gear Pocket NA/JP •Top Gear Rally EU | april 23, 1999 (NA/JP) 1999 (EU)                                     | Nej                 | Rumble Pak                              | Nej            | Vision Works                        | Kemco                                                  | 1999/04/23  | 1999       | 1999/04/23 |  |
| Top Gear Pocket 2 NA/JP •Top Gear Rally 2 EU | januari 2000 (NA) 2000 (EU) december 17, 1999 (JP)                   | Nej                 | Rumble Pak (Japan only)                 | Nej            | Vision Works                        | Vatical Entertainment NA Kemco EU/JP                   | 2000/01     | 2000       | 1999/12/17 |  |
| Top Gun: Firestorm | december 4, 2001 (NA) juli 20, 2001 (EU)                             | Nej                 | i.u.                                    | Nej            | Fluid Studios                       | Titus                                                  | 2001/12/04  | 2001/07/20 | Ej utgiven |  |
| Towers: Lord Baniff's Deceit | juni 20, 2000 (NA/EU)                                                | Nej                 | i.u.                                    | Nej            | JV Games                            | Vatical Entertainment NA Telegames EU                  | 2000/06/20  | 2000/06/20 | Ej utgiven |  |
| Toy Story 2 | november 1999 (NA) mars 2000 (EU)                                    | Ja                  | i.u.                                    | Nej            | Tiertex                             | THQ NA Activision EU                                   | 1999/11     | 2000/03    | Ej utgiven |  |
| Toy Story Racer | februari 28, 2001 (NA) mars 9, 2001 (EU)                             | Nej                 | i.u.                                    | Nej            | Tiertex                             | Activision                                             | 2001/02/28  | 2001/03/09 | Ej utgiven |  |
| Trick Boarder •Trickboarder GP JP | juni 14, 2000 (NA) 2000 (EU) mars 31, 2000 (JP)                      | Nej                 | i.u.                                    | Nej            | Natsume                             | Natsume NA Athena JP                                   | 2000/06/14  | 2000       | 2000/03/31 |  |
| Triple Play 2001 | maj 8, 2000 (NA/EU)                                                  | Nej                 | i.u.                                    | Nej            | Handheld Games                      | THQ                                                    | 2000/05/08  | 2000/05/08 | Ej utgiven |  |
| Trouballs | oktober 2, 2001 (NA)                                                 | Nej                 | i.u.                                    | Nej            | Paragon 5                           | Capcom                                                 | 2001/10/02  | Ej utgiven | Ej utgiven |  |
| Turok: Rage Wars | juni 2000 (NA/EU)                                                    | Nej                 | i.u.                                    | Nej            | Bit Managers                        | Acclaim                                                | 2000/06     | 2000/06    | Ej utgiven |  |
| Turok 2: Seeds of Evil •Turok 2: Jikku Senshi JP | december 1998 (NA) oktober 1998 (EU) september 10, 1999 (JP)         | Ja                  | i.u.                                    | Nej            | Bit Managers                        | Acclaim                                                | 1998/12     | 1998/10    | 1999/09/10 |  |
| Turok 3: Shadow of Oblivion | juli 27, 2000 (NA) september 8, 2000 (EU)                            | Nej                 | i.u.                                    | Nej            | Bit Managers                        | Acclaim                                                | 2000/07/27  | 2000/09/08 | Ej utgiven |  |
| Tweenies: Doodles' Bones | oktober 19, 2001 (EU)                                                | Nej                 | i.u.                                    | Nej            | Tell-Tale Production                | BBC Multimedia                                         | Ej utgiven  | 2001/10/19 | Ej utgiven |  |
| Tweety's High-Flying Adventure •Titi: Le Tour du Monde en 80 Chats FR •Tweety Sekai Isshuu: 80-Hiki no Segase JP | november 2000 (NA/EU) augusti 11, 2000 (JP)                          | Nej                 | i.u.                                    | Nej            | Kemco                               | Kemco                                                  | 2000/11     | 2000/11    | 2000/08/11 |  |
| Tyco R/C Racin' Ratz | 2000 (NA)                                                            | Nej                 | i.u.                                    | Nej            | KnowWonder                          | Mattel Interactive                                     | 2000        | Ej utgiven | Ej utgiven |  |
| Ultimate Fighting Championship | november 27, 2000 (NA) 2001 (EU)                                     | Nej                 | i.u.                                    | Nej            | Fluid Studios                       | Crave Entertainment                                    | 2000/11/27  | 2001       | Ej utgiven |  |
| Ultimate Paintball | september 2000 (NA/EU)                                               | Nej                 | i.u.                                    | Nej            | Morning Star Multimedia             | Majesco                                                | 2000/09     | 2000/09    | Ej utgiven |  |
| Ultimate Surfing •Naminori Yarou!! JP | juni 5, 2001 (NA) juni 18, 2001 (EU) juli 1, 2001 (JP)               | Nej                 | i.u.                                    | Nej            | Act Japan                           | Natsume                                                | 2001/06/05  | 2001/06/18 | 2001/07/01 |  |
| Uno | december 16, 1999 (NA) december 15, 2000 (EU)                        | Ja                  | i.u.                                    | Nej            | HotGen                              | Mattel Interactive                                     | 1999/12/16  | 2000/12/15 | Ej utgiven |  |
| Vegas Games | februari 2000 (NA) 2000 (EU)                                         | Nej                 | i.u.                                    | Nej            | Digital Eclipse                     | 3DO                                                    | 2000/02     | 2000       | Ej utgiven |  |
| Vigilante 8 | december 15, 1999 (NA)                                               | Nej                 | Rumble Pak                              | Nej            | Vicarious Visions                   | Vatical Entertainment                                  | 1999/12/15  | Ej utgiven | Ej utgiven |  |
| VIP | augusti 24, 2001 (NA/EU)                                             | Nej                 | i.u.                                    | Nej            | Planet Interactive                  | Ubisoft                                                | 2001        | 2001/08/24 | Ej utgiven |  |
| V-Rally: Edition '99 •V-Rally: Championship Edition EU/JP | juni 1999 (NA/EU) oktober 14, 1999 (JP)                              | Nej                 | i.u.                                    | Nej            | Bit Managers                        | Infogrames NA/EU Spike JP                              | 1999/06     | 1999       | 1999/10/14 |  |
| Wacky Races •Chiki Chiki Machine Mou Race JP | juni 9, 2000 (NA) juni 30, 2000 (EU) november 22, 2001 (JP)          | Nej                 | i.u.                                    | Nej            | Velez & Dubail                      | Infogrames NA/EU Syscom JP                             | 2000/06/09  | 2000/06/30 | 2001/11/22 |  |
| Walt Disney World Quest: Magical Racing Tour | december 7, 2000 (NA) december 15, 2000 (EU)                         | Nej                 | i.u.                                    | Nej            | Prolific                            | Activision NA Eidos Interactive EU                     | 2000/12/07  | 2000/12/15 | Ej utgiven |  |
| Wario Land II | oktober 21, 1998 (JP) mars 31, 1999 (NA) 1999 (EU/AU)                | Ja                  | i.u.                                    | Ja             | Nintendo                            | Nintendo                                               | 1999/03/31  | 1999       | 1998/10/21 |  |
| Wario Land 3 | mars 21, 2000 (JP) maj 30, 2000 (NA) april 14, 2000 (EU)             | Nej                 | i.u.                                    | Ja             | Nintendo R&D1                       | Nintendo                                               | 2000/05/30  | 2000/04/14 | 2000/03/21 |  |
| Warlocked | juli 24, 2000 (JP)                                                   | Nej                 | i.u.                                    | Nej            | Bits Studios                        | Nintendo                                               | Ej utgiven  | Ej utgiven | 2000/07/24 |  |
| Warriors of Might and Magic | december 22, 2000 (NA) april 6, 2001 (EU)                            | Nej                 | i.u.                                    | Nej            | Climax Studios                      | 3DO                                                    | 2000/12/22  | 2001/04/06 | Ej utgiven |  |
| WCW Mayhem | maj 10, 2000 (NA) augusti 3, 2000 (EU)                               | Nej                 | i.u.                                    | Nej            | 2n Productions                      | Electronic Arts                                        | 2000/05/10  | 2000/08/03 | Ej utgiven |  |
| Wendy: Every Witch Way | augusti 28, 2001 (WW)                                                | Nej                 | GBA Special Features                    | Nej            | WayForward Technologies             | TDK Mediactive                                         | 2001/08/28  | 2001/08/28 | 2001/08/28 |  |
| Wetrix GB | september 29, 2000 (EU) oktober 29, 1999 (JP)                        | Nej                 | i.u.                                    | Nej            | Zed Two Ltd.                        | Infogrames EU Imagineer JP                             | 2001/08/28  | 2000/09/29 | 1999/10/29 |  |
| Who Wants to Be a Millionaire: 2nd Edition | september 25, 2000 (NA)                                              | Nej                 | i.u.                                    | Nej            | Valleycrest Productions             | THQ                                                    | 2000/09/25  | Ej utgiven | Ej utgiven |  |
| The Wild Thornberrys: Rambler | oktober 31, 2000 (NA)                                                | Nej                 | i.u.                                    | Nej            | Vicarious Visions                   | Mattel Interactive                                     | 2000/10/31  | Ej utgiven | Ej utgiven |  |
| Wings of Fury | december 1999 (NA/EU)                                                | Ja                  | i.u.                                    | Nej            | Magnin & Associates                 | Red Orb Entertainment                                  | 1999/12     | 1999       | Ej utgiven |  |
| Winnie the Pooh: Adventures in the 100 Acre Wood •Kuma no Pooh-san: Mori no Takaramono JP | juni 2000 (NA) juli 7, 2000 (JP)                                     | Nej                 | i.u.                                    | Nej            | TOSE                                | NewKidCo NA Tomy JP                                    | 2000/06     | 2000/07/07 | Ej utgiven |  |
| Woody Woodpecker | september 2001 (NA/EU)                                               | Nej                 | i.u.                                    | Nej            | Planet Interactive                  | DreamCatcher Interactive NA Cryo Interactive EU        | 2001/09     | 2001       | Ej utgiven |  |
| Woody Woodpecker Racing •Woody Woodpecker no Go! Go! Racing JP | december 15, 2000 (NA/EU) mars 15, 2001 (JP)                         | Nej                 | i.u.                                    | Nej            | Konami                              | Konami                                                 | 2000/12/15  | 2000/12/15 | 2001/03/15 |  |
| World Destruction League: Thunder Tanks | december 12, 2000 (NA) april 6, 2001 (EU)                            | Nej                 | i.u.                                    | Nej            | Sunset Entertainment                | 3DO                                                    | 2000/12/12  | 2001/04/06 | Ej utgiven |  |
| Worms: Armageddon | januari 2000 (NA) 2000 (EU)                                          | Nej                 | i.u.                                    | Nej            | Infogrames                          | Infogrames                                             | 2000/01     | 2000       | Ej utgiven |  |
| WWF Attitude | juni 1999 (NA) 1999 (EU/AU)                                          | Nej                 | i.u.                                    | Nej            | Crawfish Interactive                | Acclaim Sports                                         | 1999/06     | 1999       | Ej utgiven |  |
| WWF Betrayal | augusti 7, 2001 (NA) augusti 24, 2001 (EU)                           | Nej                 | i.u.                                    | Nej            | WayForward                          | THQ                                                    | 2001/08/07  | 2001/08/24 | Ej utgiven |  |
| WWF WrestleMania 2000 | november 1999 (NA/EU)                                                | Ja                  | i.u.                                    | Nej            | Natsume                             | THQ                                                    | 1999/11     | 1999/11    | Ej utgiven |  |
| X-Men: Mutant Academy | juli 2000 (NA) april 27, 2001 (JP)                                   | Nej                 | i.u.                                    | Nej            | Crawfish Interactive                | Activision NA Success JP                               | 2000/07     | 2001/04/27 | Ej utgiven |  |
| X-Men: Mutant Wars | november 17, 2000 (NA/EU)                                            | Nej                 | i.u.                                    | Nej            | Avit, Inc.                          | Activision                                             | 2000/11/17  | 2000/11/17 | Ej utgiven |  |
| X-Men: Wolverine's Rage | maj 15, 2001 (NA) juni 15, 2001 (EU)                                 | Nej                 | i.u.                                    | Nej            | Digital Eclipse                     | Activision                                             | 2001/05/15  | 2001/06/15 | Ej utgiven |  |
| Xena: Warrior Princess | augusti 6, 2025 (NA) september 14, 2001 (EU)                         | Nej                 | i.u.                                    | Nej            | Titus                               | Titus                                                  | 2001/08     | 2001/09/14 | Ej utgiven |  |
| Xtreme Sports | juni 28, 2000 (NA)                                                   | Nej                 | i.u.                                    | Ja             | WayForward                          | Infogrames                                             | 2000/06/28  | Ej utgiven | Ej utgiven |  |
| Xtreme Wheels | april 26, 2001 (NA) november 23, 2000 (EU)                           | Nej                 | i.u.                                    | Nej            | Spike                               | Bam! Entertainment NA Bergsala EU                      | 2001/04/26  | 2000/11/23 | Ej utgiven |  |
| Yars' Revenge | september 1999 (NA) 2000 (EU)                                        | Ja                  | i.u.                                    | Nej            | Telegames                           | Telegames                                              | 1999/09     | 2000       | Ej utgiven |  |
| Yogi Bear: Great Balloon Blast | december 17, 2000 (NA)                                               | Nej                 | i.u.                                    | Nej            | ITL                                 | Bam! Entertainment                                     | 2000/12/17  | Ej utgiven | Ej utgiven |  |
| Yu-Gi-Oh!: Dark Duel Stories •Yu-Gi-Oh! Duel Monsters III:Sanseisenshin Kourin JP | mars 18, 2002 (NA) juli 13, 2000 (JP) mars 2003 (EU)                 | Nej                 | i.u.                                    | Nej            | Konami                              | Konami                                                 | 2002/03/18  | 2003/03    | 2000/07/13 |  |
| Yu-Gi-Oh! Duel Monsters 4: Battle of the Powerful Duelists | december 7, 2000 (JP)                                                | Nej                 | i.u.                                    | Nej            | Konami                              | Konami                                                 | Ej utgiven  | Ej utgiven | 2000/12/07 |  |
| Yu-Gi-Oh! Monster Capsule GB | april 13, 2000 (JP)                                                  | Ja                  | i.u.                                    | Nej            | Konami                              | Konami                                                 | Ej utgiven  | Ej utgiven | 2000/04/13 |  |
| Zebco Fishing! | september 1999 (NA) oktober 20, 2000 (EU)                            | Nej                 | Rumble Pak                              | Nej            | Vicarious Visions                   | Vatical Entertainment                                  | 1999/09     | 2000/10/20 | Ej utgiven |  |
| Zidane: Football Generation | juni 14, 2002 (EU)                                                   | Nej                 | i.u.                                    | Nej            | Aqua Pacific                        | Cryo Interactive                                       | Ej utgiven  | 2002/06/14 | Ej utgiven |  |
| Zoboomafoo: Playtime in Zobooland | oktober 2001 (NA)                                                    | Nej                 | i.u.                                    | Nej            | Vicarious Visions                   | Encore Software                                        | 2001/10     | Ej utgiven | Ej utgiven |  |
| Zoids: Jashin Fukkatsu! Genobreaker Hen | augusti 4, 2000 (JP)                                                 | Ja                  | i.u.                                    | Nej            | Tomy Corporation                    | Tomy Corporation                                       | Ej utgiven  | Ej utgiven | 2000/08/04 |  |
| Zoids: Shirogane no Jukishin Liger Zero | juni 15, 2001 (JP)                                                   | Nej                 | i.u.                                    | Nej            | WiLL                                | Tomy Corporation                                       | Ej utgiven  | Ej utgiven | 2001/06/15 |  |

## Olicensierade spel
Flera olicensierade spel släpptes för Game Boy Color. Nästan alla är bakåtkompatibla med äldre Game Boy-system. 
| Titel                                                       | Bakåtkompatibilitet | Kassetterna typ |
| ----------------------------------------------------------- | ------------------- | --------------- |
| ATV Racing                                                  | Nej                 | Okänd           |
| Digimon 02 4                                                | Ja                  | Okänd           |
| Digimon 02 5                                                | Ja                  | Okänd           |
| Digimon 02 Crystal II                                       | Ja                  | Okänd           |
| Digimon 02 Emerald / Jade                                   | Ja                  | Okänd           |
| Digimon 2                                                   | Ja                  | Okänd           |
| Digimon 3 Crystal                                           | Okänd               | Okänd           |
| Digimon 3 Crystal (Yong Yong)                               | Ja                  | Okänd           |
| Digimon Crystal Version II                                  | Okänd               | Okänd           |
| Digimon Diamond                                             | Okänd               | Okänd           |
| Digimon D-3: Ultra Evolution                                | Ja                  | Okänd           |
| Digimon Pocket (Vast Fame)                                  | Okänd               | Okänd           |
| Digimon Pocket (Yong Yong)                                  | Ja                  | Okänd           |
| Donkey Kong 5: The Journey of Over Time and Space           | Nej                 | Okänd           |
| E'Fighter HOT                                               | Ja                  | i.u.            |
| Harry Potter                                                | Okänt               | Okänd           |
| Harry Potter 3                                              | Ja                  | Okänd           |
| Ice Age                                                     | Nej                 | Okänd           |
| Ice Age 2                                                   | Nej                 | Okänd           |
| The Incredibles                                             | Okänd               | Okänd           |
| Jurassic Boy 2                                              | Ja                  | i.u.            |
| Karate Joe                                                  | Nej                 | Okänd           |
| King of Fighters R-2                                        | Ja                  | i.u.            |
| Lord of the Rings: The Fellowship of the Ring               | Okänd               | Okänd           |
| Metal Slug 2001                                             | Ja                  | i.u.            |
| Painter                                                     | Nej                 | Okänd           |
| Pocket Smash Out / Race Time                                | Nej                 | Okänd           |
| Pokémon Adventure                                           | Ja                  | i.u.            |
| Pokémon Diamond (Telefang)                                  | Okänd               | i.u.            |
| Pokémon Diamond: Special Pikachu Version                    | Ja                  | i.u.            |
| Pokémon Green Engrish                                       | Ja                  | i.u.            |
| Pokémon Hong Kong Gold                                      | Ja                  | i.u.            |
| Pokémon Jade                                                | Okänd               | i.u.            |
| Pokémon Jade: Special Pikachu Version                       | Ja                  | i.u.            |
| Pokémon: Mewtwo Strikes Back                                | Okänd               | Okänd           |
| Pokémon Pearl (Yong Yong / Makon Soft version) (Unlicensed) | Okänt               | i.u.            |
| Pokémon Ruby (Yong Yong / Makon Soft version) (Unlicensed)  | Okänt               | i.u.            |
| Pokémon Sapphire                                            | Okänd               | i.u.            |
| Queen of Fighting 2000                                      | Okänd               | i.u.            |
| Rockman X4                                                  | Ja                  | Mock Rumble Pak |
| Sonic Adventure 7                                           | Ja                  | i.u.            |
| Sonic Adventure 8                                           | Ja                  | Mock Rumble Pak |
| Space Invasion                                              | Nej                 | Okänd           |
| Super Mario Special 3 / Super Mario 3 Special               | Ja                  | Mock Rumble Pak |